# Skyline (Honolulu)

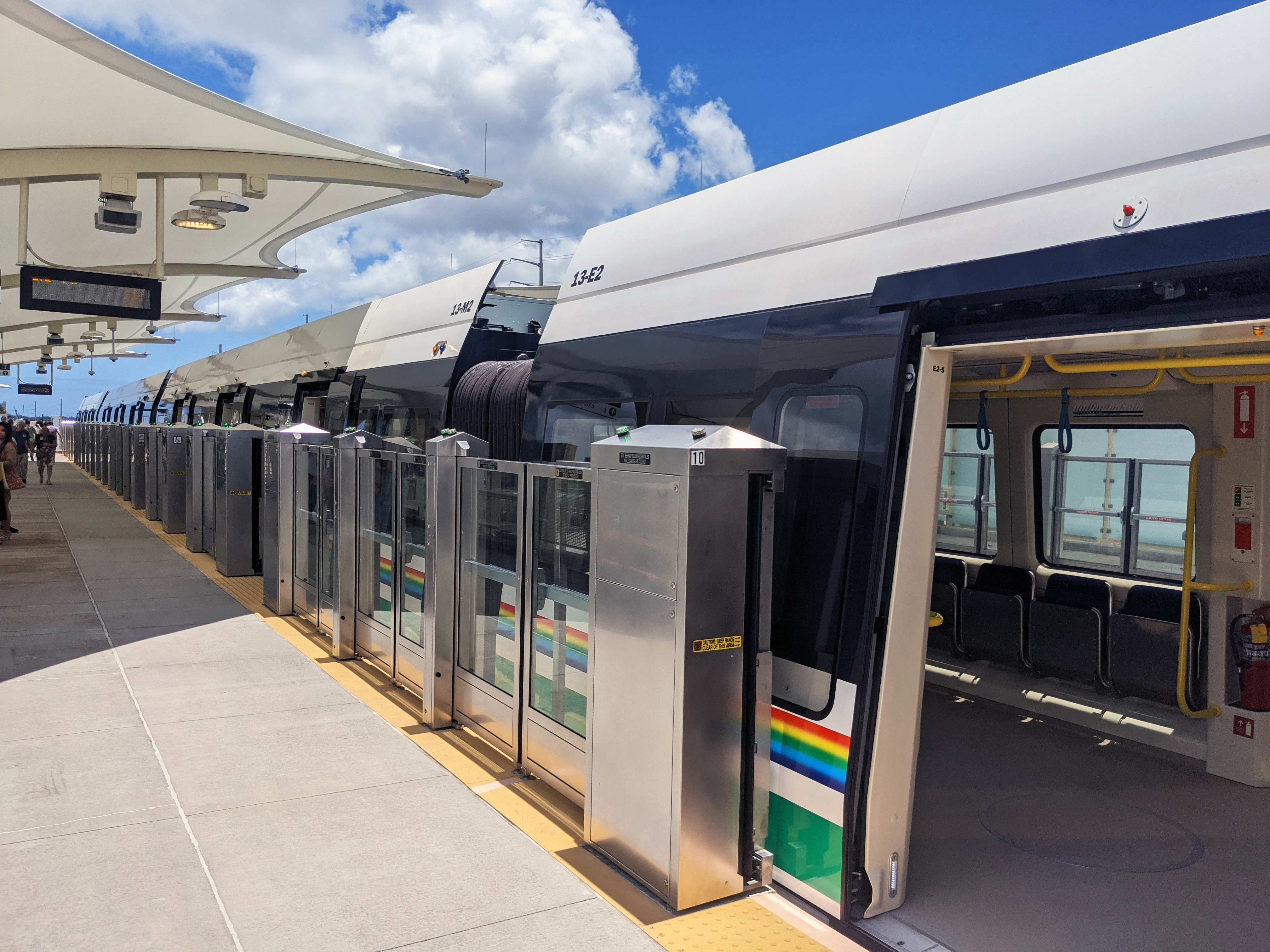
Bahnsteigtüren der Station Halawa

Die Skyline, vor der Eröffnung auch als Honolulu Rail Transit oder Honolulu High-Capacity Transit Corridor Project bezeichnet, ist die U-Bahn der Stadt und des Landkreises Honolulu, der Hauptstadt des US-Bundesstaates Hawaii. Die Strecke ist zum Großteil als Hochbahn trassiert und führt teilweise durch unbebautes Gebiet. Das System ist das erste vollwertige und von der öffentlichen Hand betriebene U-Bahn-Netz der Vereinigten Staaten, das fahrerlos betrieben wird und Bahnsteigtüren hat. Die Eröffnung des ersten Abschnittes zwischen Kapolei und dem Aloha Stadium fand am 30. Juni 2023 statt. Die Betriebszeiten sind zunächst auf die Arbeits- und Geschäftsöffnungszeiten bis 19:00 Uhr ausgelegt, sollen aber nach der Verlängerung zum Flughafen verlängert werden. Die Eröffnung des zweiten Abschnittes über Pearl Harbor und den Daniel K. Inouye International Airport zur Middle Street wird für Ende 2025 angestrebt. Der letzte Abschnitt, der durch die Innenstadt zum Civic Center führen wird, soll 2031 eröffnet werden.
Nach der Sydney Metro ist es das zweitälteste und zweitgrößte U-Bahn-Netz in Ozeanien.

## Geschichte
Seit den 1960er Jahren bestanden Pläne zum Bau einer U-Bahn zur Verbindung der Innenstadt von Honolulu mit den Vororten, wobei die Finanzierung erst 2005 genehmigt wurde. Die Diskussion über die Entwicklung eines Schienenverkehrssystems war in der Kommunalpolitik insbesondere bei den Bürgermeisterwahlen von 2008, 2012 und 2016 ein wichtiges Thema, während Kontroversen über die Strecke insbesondere in den späten 2000er Jahren ein wichtiges Thema war und zu einer Novelle der Stadtsatzung führten, die die endgültige Entscheidung zur Umsetzung einem Referendum, über das die Bevölkerung von O'ahu abstimmen sollte, überließ. Nachdem die Abstimmung eine Zustimmung von 53 % zum Bau der Strecke ergeben hatte, begann der Bau der Strecke am 22. Februar 2011.

### Vorherige Projekte
Seit mehr als 50 Jahren gab es Pläne zum Bau einer spurgebundenen Nahverkehrsverbindung. Im Jahr 1966 schlug der damalige Bürgermeister Neal S. Blaisdell eine Bahnstrecke zur Bewältigung der Verkehrsprobleme in Honolulu vor und erklärte diesbezüglich, „dass in der Masse das Automobil ein schädlicher Mechanismus ist, dessen Schicksal im täglichen innerstädtischen Gebrauch darin besteht, Menschen zu frustrieren und zu vergewissern, dass sie ihre alltäglichen Arbeitsstellen unglücklich sowie ineffizient ansteuern.“
Nachdem Frank Fasi im Jahr 1968 zum Bürgermeister gewählt worden war, wurden im Jahr 1977 Planungen für die Honolulu Area Rapid Transit (HART) begonnen. Da der amerikanische Präsident Ronald Reagan die Finanzierung sämtlicher neuer U-Bahnen einstellte, annullierte Fasis Nachfolgerin Anderson das HART-Projekt im Jahr 1981. Fasi gewann die Bürgermeisterwahl von 1984 und im Jahr 1986 wurden die Planungen für das HART-Projekt wieder aufgenommen, allerdings im Jahr 1992 wieder eingestellt, nachdem der Stadtrat von Honolulu eine zur Finanzierung vorgesehene Steuererhöhung abgelehnt hatte.
Nachdem Fasi 1994 zurückgetreten war, um bei der Gouverneurswahl von 1994 anzutreten, wurde nach der deswegen erforderlichen Nachwahl Jeremy Harris zum Bürgermeister gewählt, der bis zum Ende seines Mandats 2004 erfolglos die Errichtung eines Bus-Rapid-Transit-Systems als Zwischenlösung anstrebte. Unter seinem Nachfolger Mufi Hannemann wurde mit dem Honolulu High-Capacity Transit Corridor Project (HHCTCP) der vierte Versuch übernommen, eine U-Bahn zu errichten.
Hannemann wollte zügig vorangehen, um gegenüber der Behörde für Nahverkehr (FTA) des Verkehrsministeriums nachzuweisen, dass Honolulu zur Umsetzung des HHCTCP entschlossen war. Bei der Unterzeichnung des ersten Bauvertrags mit dem Unternehmen Kiewit war die Umweltverträglichkeitsprüfung, die vom FTA für die weitere Auftragsvergabe seitens der Stadt Honolulu benötigt wurde, noch nicht abgeschlossen. Das Bestreben von Hannemann zur schnellen Realisierung ermöglichte es Interessengruppen, elementare Arbeiten wie die Umweltverträglichkeitsprüfung hinauszuzögern.

### Studien

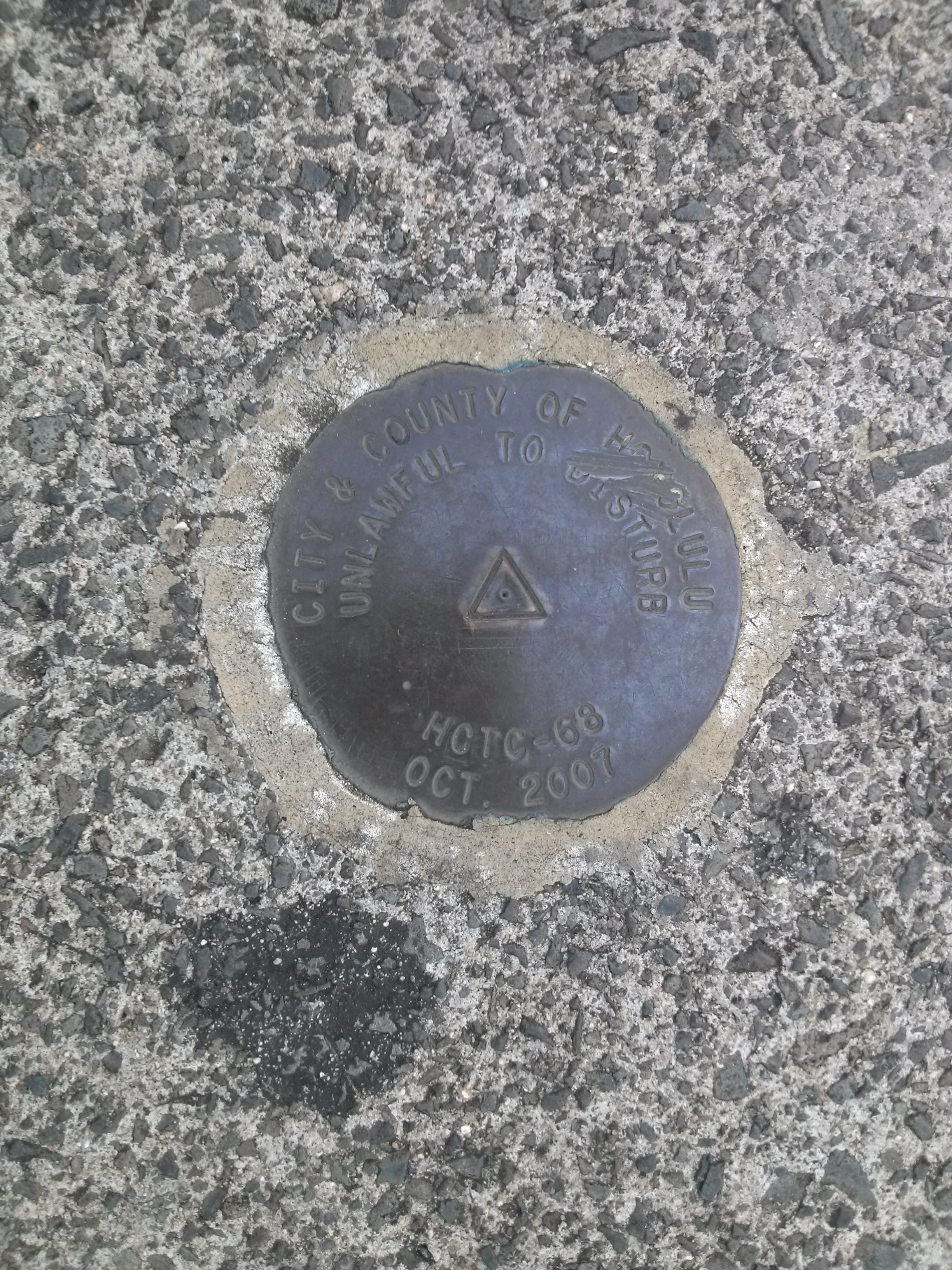
Vermessungspunkt für den Honolulu High-Capacity Transit Corridor im Gehweg an der Kreuzung zwischen dem Kapiolani Blvd und der Keeaumoku Street

Die Behörde für Verkehrsdienstleistungen der Stadt und des Landkreises von Honolulu veröffentlichte mit dem Alternatives Analysis Report am 1. November 2006 die erste formale Studie zum HHCTCP, die die Kosten und den Nutzen eines spurgebundenen Systems mit drei Alternativen verglich, wobei eine Alternative ein Ausbau des bestehenden Busnetzes zur Bewältigung des Bevölkerungswachstums, eine weitere Alternative eine größere Ausweitung des Busnetzes mit zusätzlichen Verbesserungen im bestehenden Straßennetz und die dritte Alternative einen zweispurigen Fly-over über der Autobahn H-1 zwischen Pearl City und dem Flughafen und über den Nimitz Highway weiter in die Innenstadt beinhaltete, wobei der Bericht, der von der Stadt als offizielle Rechtfertigung des Baus einer Bahnstrecke verwendet wurde, der Bau eines spurgebundenen Systems als Empfehlung beinhaltete.
Ein weiteres Dokument mit dem Titel Draft Environmental Impact Statement (DEIS) untersuchte mögliche umwelttechnische und soziale Auswirkungen des Baus und des Betriebs des HHCTCP. Der DEIS wurde am 29. Oktober 2008 fertiggestellt und von der FTA zur Veröffentlichung freigegeben und nach kleineren Anpassungen zur Anpassung an das Staatsrecht vier Tage später über die offizielle Internetsite der Stadt veröffentlicht. Der DEIS zeigte auf, dass Auswirkungen des Projektes der Grundstückskauf, die Verdrängung von Anwohner und Unternehmen, die Ästhetik der Hochbahntrasse und der Schienenverkehrslärm sein würden.
Die Stadt wurde für die Veröffentlichung, die zwei Tage vor den Wahlen von 2008 stattfand, kritisiert. Die Stadträtin und Bürgermeisterkandidatin Ann Kobayashi warf der Stadt vor, Wählern, die Bereits für die Bürgermeisterwahl sowie über eine Änderung der Stadtsatzung für das Projekt abgestimmt hatten, vorsätzlich wichtige Informationen vorgehalten zu haben. Von Gegnern des Projekts wurde kritisiert, dass der Bericht ein BRT-System und Mautspuren im Gegensatz zur vorangegangenen Untersuchung nicht berücksichtigte.
Das dritte und abschließende Planungsdokument mit dem Titel Final Environmental Impact Statement (FEIS), das öffentliche Anmerkungen bezüglich des DEIS beinhaltet, wurde von der FTA am 10. Juni 2010 genehmigt. Anschließend wurde seitens der FTA am 18. Januar 2011 die Umweltverträglichkeitsprüfung im Rahmen eines Entscheidungsberichtes für abgeschlossen erklärt.

### Auswirkungen auf Bürgermeisterwahlen
Die Bedeutung des Honolulu High-Capacity Transit Corridor Projects in der Bürgermeisterwahl von 2008 wirkte auf Beobachtern wie eine Abstimmung über den schienengebundenen Nahverkehr. Dabei gab es neben den amtierenden Bürgermeister Mufi Hannemann mit der Stadträtin Ann Kobayashi und Panos D. Prevedouros, einen Professor für Bauingenieurwesen an der University of Hawaii, zwei Kandidaten, wobei Kobayashi im Gegensatz zum Hannemann geplanten System, das Stahlräder vorsah, ein gummibereiftes System unterstützte, während Prevedourous eine Bahn ablehnte und stattdessen den Bau einer Mautstraße über der H-1-Autobahn, wie sie als Alternative untersucht und verworfen wurde, und Anpassungen des bestehenden Straßennetzes zur Entlastung des Verkehrsnetzes unterstützte. Nachdem kein Kandidat bei der Wahl am 20. September 2008 die absolute Mehrheit erhalten hatte, gab es eine Stichwahl zwischen Hannemann und Kobayashi, die Hannemann am 4. November mit 58 % der abgegebenen Stimmen gewann.
Am 22. April 2008 verkündete die Interessengruppe Stop Rail Now, dass sie die Einreichung einer Petition über eine Gesetzesänderung beabsichtigen, die die Forderung beinhaltet, dass der Schnellverkehr von Honolulu weder Züge noch Schienen beinhalten sollte. Stop Rail Now versuchte, die Petition mit 49,041 Unterschriften am 5. August einzureichen, was anfangs abgelehnt wurde, was damit begründet wurde, dass die Stadtsatzung eine Einreichung der Petition innerhalb von 180 Tagen vor den allgemeinen Wahlen nicht erlaube, da in der Petition eine separate Abstimmung gefordert wurde. Stop Rail Now reichte eine Klage zur Annahme der Petition ein, die am 14. August zugunsten der Interessengruppe entschieden wurde. Die Petition ist am 4. September gescheitert, nachdem nur 35.056 Unterschriften als gültig anerkannt wurden, während mindestens 44.525 Unterschriften erforderlich gewesen wären.
In Erwartung der Möglichkeit, dass die Petition scheitern könnte, hatte der Stadtrat am 21. August beschlossen, ein Referendum über eine Änderung der Stadtsatzung über die Zukunft des Projektes durchzuführen. Bürgermeister Hannemann unterschrieb den Antrag am folgenden Tag. Die vom Stadtrat vorgeschlagene Gesetzesänderung sah keine direkten rechtlichen Auswirkungen auf die Umsetzung des Projektes vor, sondern diente dazu, die Bevölkerung von Oahu eine Möglichkeit über ihre Meinung zur Umsetzung zu ermöglichen. Die Satzungsänderung wurde angenommen, wobei 53 % der abgegebenen Stimmen für und 47 % gegen den Bau stimmten, wobei in den Gebieten Leeward und im Zentrum von Oahu, in denen das Projekt realisiert werden würde, für und in Gebieten wie Windward Oahu und Ost-Honolulu, die nicht im Projekt berücksichtigt wurden, gegen das Projekt gestimmt wurde. 2010 trat Hannemann als Bürgermeister zurück, um bei den Gouverneurswahlen anzutreten, sodass Kirk Caldwell als Interimsbürgermeister nachrückte.
Bei den Bürgermeisterwahlen von 2016 gab es mit dem Amtsinhaber Kirk Caldwell, den ehemaligen Bürgermeister Peter Carlisle und Stadtratsmitglied Charles Djou drei Hauptkandidaten, die unterschiedliche Einstellungen zum Bau der Strecke hatten, allerdings alle die Fertigstellung unterstützten. Während Djou eine deutliche Reduzierung der Ausgaben für das Projekt versprach, indem die Finanzierung zur Beschaffung des Rollmaterials vor der Fertigstellung gestrichen und Berater vom Festland beauftragt werden sollte, versprach Caldwell, die Kosten für das Projekt zu reduzieren, indem die Strecke zur Middle Street verkürzt werden sollte, während Carlisle eine Realisierung des kompletten Streckennetzes versprach und dies damit begründete, dass das Projekt für eine Einstellung bereits zu weit fortgeschritten war. Nachdem Kirk Caldwell die Wahl gewonnen hatte, übernahm er die Position von Carlisle, dass die Strecke vollständig fertiggestellt werden sollte.

### Verzögerungen und Kostenüberschreitungen
Der Bau der Strecke war ursprünglich ab Dezember 2009 vorgesehen, allerdings konnte der Termin aufgrund von Verzögerungen bei der Überprüfung des Projektes und bei der Zustimmung des Bundes zur Umweltverträglichkeitsprüfung nicht eingehalten werden.

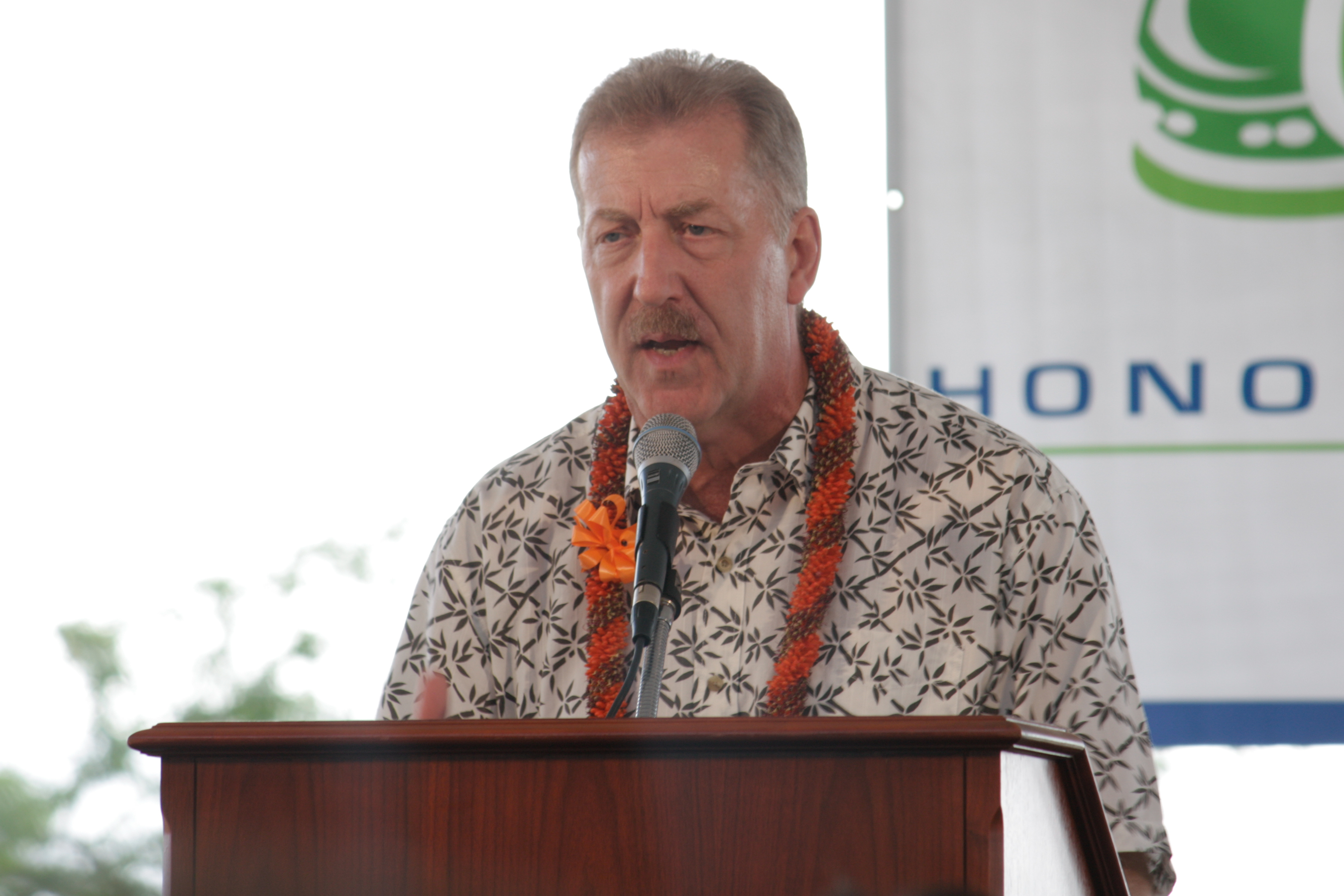
Der Bürgermeister von Honolulu Peter Carlisle hält beim ersten Spatenstich eine Rede

Im Januar 2010 empfahl die Gouverneurin Linda Lingle, dass die Stadt die Planungen für die Strecke anpassen sollte, nachdem Medienberichte veröffentlicht wurden, die Bedenken der FTA bezüglich der Finanzierung aufgrund sinkender Steuereinnahmen in Verbindung einer weltweiten Rezession beinhalteten, und ordnete im März eine Studie des Bundesstaates zur Überprüfung der Finanzen des Projektes an. Die Untersuchung, deren Ergebnisse am 2. Dezember 2010 veröffentlicht wurde, gab an, dass die Kosten für das Projekt wahrscheinlich 1,7 Mrd. US-$ höher ausfallen würden als die ursprünglich dafür vorgesehenen 5,3 Mrd. US-$ und die Einnahmen aus der allgemeinen Verbrauchssteuer 30 % niedriger als erwartet sein würden. Der damals amtierende Bürgermeister Peter Carlisle bezeichnete die Studie als fehlerhaft und voreingenommen, wobei er auch die Kosten für die Studie als Verschwendung von Steuergeldern bezeichnete. Der Nachfolger von Lingle, Neil Abercrombie, teilte mit, dass die Ergebnisse der Studie seine Einstellung gegenüber dem Projekt nicht beeinflussen und hob hervor, dass der Bundesstaat dort ausschließlich für die Umweltverträglichkeitsprüfung zuständig wäre, während die Entscheidungen, die die finanzielle Situation des Projektes betreffen, in die Zuständigkeit der Stadtverwaltung und der FTA fallen. Anschließend wurde von Abercrombie am 16. Dezember 2010 der abschließende Bericht zur Umweltverträglichkeitsprüfung genehmigt. Der Stadtrat hielt am 12. Januar 2011 eine Sitzung über die finanzielle Überprüfung seitens des Bundesstaates ab, zu der jedoch keiner der für eine Aussage eingeladenen Staatsbediensteten erschienen ist.
Am 18. Januar 2011 veröffentlicht die FTA einen Entscheidungsbericht, in dem verkündet wurde, dass das HHCTCP die Umweltverträglichkeitsprüfung bestanden hätte und dass die Stadt mit den Bauarbeiten beginnen dürfe. Der Entscheidungsbericht ermöglichte der Stadt, Verhandlungen zum Kauf der dafür benötigten Grundstücke durchzuführen, Versorgungsleitungen für den Bau zu verlegen und Rollmaterial für die Strecke zu bestellen. Der erste Spatenstich fand am 22. Februar 2011 an der zukünftigen Station East Kapolei statt.
Im März 2012 wurde Dan Grabauskas auf Grundlage eines Dreijahresvertrags als Vorstandsvorsitzenden und Geschäftsführer von HART eingestellt. Im Jahr 2014 erklärte er, dass Rechtsstreitigkeiten ab 2011 für einen Teil der Kostenüberschreitungen um 100 Mio. US-$ für die neun Stationen des ersten Abschnittes verantwortlich sind, was von einem Kläger widersprochen wurde, der behauptete, dass die Maßnahmen ausgeschrieben werden sollten und von HART der Prozess verzögert wurde, sodass ein Urteil erst dann möglich gewesen wäre, wenn ein bedeutender Teil der Strecke bereits fertiggestellt sein würde.

### Tests und weitere Verzögerungen
Die ersten Fahrten mit Fahrgästen auf dem ersten Abschnitt zwischen East Kapolei und Aloha Stadium waren für Oktober 2020 vorgesehen, allerdings verschob sich das Eröffnungsdatum aufgrund von Komplikationen, die durch die COVID-19-Pandemie verursacht wurden um drei Monate. Im November 2020 wurde die Eröffnung aufgrund von Verspätungen bei den Tests der Ausstattung auf Ende 2021 verschoben.
Im Dezember 2020 wurde ein frühzeitiger Verschleiß der Herzstücke der Weichen festgestellt, der dadurch verursacht wurde, dass die Spurkränze an den Rädern der Züge 13 mm niedriger als die Herzstücke sind, was die Sicherheit bei der Fahrt über einigen Weichen bei den Geschwindigkeiten, die zur Einhaltung des Fahrplans vorgesehen sind, gefährden würde. Während der Untersuchung wurden auch unzureichende Schweißarbeiten und sandstrahlerbedingte Risse festgestellt. Im November 2021 teilte Roger Morton, Direktor der Behörde für Transportdienste der Stadt Honolulu, mit, dass drei Monate andauernde Tests und Zertifizierungen, die von Hitachi durchgeführt werden sollen, ab Januar 2022 geplant sind.
Im Dezember 2021 wurde entschieden, dass provisorische Schweißarbeiten durchgeführt werden sollen, um trotz der kleineren Spurkränze mit planmäßigen Geschwindigkeiten fahren zu können, wobei die Räder im Rahmen von Instandhaltungsarbeiten durch größere Räder ersetzt werden sollten. Eine erste Ausschreibung zur Durchführung der Arbeiten ist ohne Angebote geblieben. Mangels geeigneter örtlicher Unternehmen erteilte das hawaiianische Ministerium für Handel und Verbraucherangelegenheiten HART eine Ausnahmegenehmigung, um Unternehmen auf dem Festland zu beauftragen.

### Probleme mit Grabungsstätten
Wie bei den meisten größeren Infrastrukturarbeiten auf Hawaii können beim Bau der Strecke wahrscheinlich historische menschliche Überreste, insbesondere im Innenstadtbereich, gefunden werden. Der Grabrat der Insel O'ahu, der Teil der Abteilung für historische Bewahrung des Ministeriums für Land und Naturressourcen des Bundesstaates Hawaii ist, verweigerte am 21. Oktober 2009 aufgrund von Bedenken, dass sich entlang der Trasse Grabstätten insbesondere im Bereich der Halekauwila Street in Kakaʻako befinden würden, die Zustimmung zu einer Programmvereinbarung. Seit 2002 wurden bei drei Bauprojekten menschliche Überreste gefunden, die den Bau verzögert hätten, und gemäß dem Archäologen Thomas Dye ist es sicher, dass man dort menschliche Überreste finden würde.
Das Hauptproblem aus Sicht des Grabrates war die Entscheidung der Stadt, archäologische Untersuchungen entlang der Strecke in Etappen durchzuführen, was bedeuten würde, dass der Großteil der Strecke zum Zeitpunkt der Untersuchungen in Kaka'ako bereits fertiggestellt sein würde, was die Wahrscheinlichkeit erhöhen würde, dass gefundene Überreste bewegt anstatt am Fundort gelassen werden würden. Als Antwort auf die Bedenken des Grabrats willigte die Stadt ein, im Jahr 2012, also zwei Jahre eher als ursprünglich geplant, eine archäologische Untersuchung durchzuführen. Das Ministerium für Land und Naturressourcen unterzeichnete trotz weiterhin bestehender Bedenken des Grabrats am 15. Januar 2011 die Programmvereinbarung der Stadt.
Die Entscheidung der Stadt, die archäologische Untersuchung abschnittsweise durchzuführen, sorgte am 1. Februar 2011 für eine Klage von der Native Hawaiian Legal Corporation gegen die Stadt Honolulu und dem Bundesstaat Hawaii mit der Begründung, dass vor Baubeginn die gesamte Trasse untersucht werden sollte, wobei eine Aufhebung der Umweltgutachten und Baugenehmigungen angestrebt wurde. Am 18. Februar wurde eine einstweilige Verfügung beantragt, um die Bauarbeiten bis zum Ende des Prozesses einzustellen. Die Klage wurde anfangs am 23. März 2011 abgewiesen, nachdem bestätigt wurde, dass das Landes- und Bundesrecht die Untersuchung in Teilabschnitten erlauben würde. Anschließend wurde die Klage seitens der Kläger auf das oberste Gericht von Hawaii bezogen, das am 24. Mai 2012 verbale Anhörungen durchführte. Das Gericht entschied am 24. August 2012, dass sie mit den Klägern übereinstimmen, dass die archäologische Untersuchung vor Baubeginn fertiggestellt werden sollte, und dass die historische Bewahrungsabteilung des Staates Hawaii bei der Genehmigung das Recht des Bundesstaates nicht beachtet hat. Der Fall wurde an das Bezirksgericht übertragen. Am 27. Dezember 2012 stimmte das Bezirksgericht für den Bezirk Hawaii der einstweiligen Verfügung der Kläger zu und ordnete die Einstellung sämtlicher Baumaßnahmen im Bereich des vierten Abschnittes an, bis die Anforderungen des Urteils des obersten Gerichts erfüllt wurden. Diese Anordnung beeinflusst nicht die Baumaßnahmen der ersten drei Abschnitte und die Planungen des vierten Abschnittes, der als letzter Abschnitt durch die Innenstadt und nahegelegene Bereiche wie Chinatown, Mother Waldron Park und Beretania Street führen soll. Zusätzlich wurde angeordnet, dass die Stadt regelmäßig Berichte zur Einhaltung des Urteils erstellt. Die einstweilige Verfügung endete 30 Tage nach der Abgabe einer abschließenden Einhaltungserklärung.

### Soziale Angelegenheiten
Das Projekt ist ein Streitpunkt für Umweltgruppen, Indigene und Anlieger, da das Verkehrsministerium für die Einhaltung von Artikel VI des Civil Right Acts von 1964 ist. Im konkreten Fall zahlen Bewohner der Nordküste, der Wai'anae-Küste sowie der zentralen und östlichen Regionen von Oahu, die von der Mittel- und Unterschicht bewohnt werden, und Hawaii Kai, Kahala, sowie Windward Oahu, die von der Oberschicht bewohnt werden, die erhöhte Verbrauchssteuer, ohne direkt von der U-Bahn-Strecke zu profitieren. Die indigene Bevölkerung macht einen großen Anteil der Bevölkerung an der Südwestküste der Insel aus, wobei die Bevölkerung zumeist unterhalb der nationalen Armutsgrenze lebt, während angenommen wird, dass die Strecke stattdessen Wohngebiete wohlhabenderer Einheimischer bedient. Zahlreiche Studien haben verschiedene Vorteile ermittelt, die sich in höheren Immobilienwerten und Einkommen in der Nähe von Stationen widerspiegeln, sodass die Realisierung der U-Bahnstrecke sowohl öffentliche als auch private Investitionen im Umfeld der Strecke fördern würde.
Unterstützer des Projekts sagen, dass das System zur Entlastung der Stausituation, welche derzeit die schlechteste in den USA ist, beiträgt. Aus ihrer Sicht ist die Agglomeration im Süden von O'ahu für eine schienengebundene Verbindung ideal geeignet. Im Gegensatz dazu wurde vom Autobahnunterstützer Panos Prevedouros die Kosteneffizienz im Vergleich zum Straßenausbau angezweifelt und die Entlastung des Straßenverkehrs angezweifelt.

## Finanzierung
Das Projekt wird durch einen Zuschlag zu den örtlichen Steuern und einer Zahlung in Höhe von 1,55 Mrd. US-$ von der Behörde für Nahverkehr (FTA) finanziert. Nach hohen Kostensteigerungen wurden die Steuerzuschläge im Jahr 2016 für fünf weitere Jahre verlängert, um zusätzliche 1,2 Mrd. US-$ zu erhalten, wobei der Betrag nur für einen Bau bis zur Middle Street in Kalihi ausreichen würde. Die FTA verkündete, dass ihr Beitrag zum Bau der kompletten Strecke bis Ala Moana Center ausreichen und deswegen nicht erhöht werden würde. 2017 genehmigte die State Legislature 2,4 Mrd. US-$ an Steuergeldern, um das Projekt gemäß den originalen Plänen fertigzustellen.
Die Ausschreibung für den Bau des 6,9 Kilometer langen Abschnitts durch die Innenstadt wurde 2015 abgebrochen und im September 2017 wieder aufgenommen, wobei der erste Auftrag für den Abschnitt mit einem Auftragswert von 400 Mio. US-$ im Mai 2018 erteilt wurde.
Die Gesamtkosten stiegen von anfänglich 4 Mrd. US-$ im Jahr 2006 auf 12,4 Mrd. US-$ (Stand 2021). Kritiker haben eine forensische Untersuchung zur Ermittlung der Ursachen für die Kostensteigerungen gefordert. Das Gesetz zur Steuererhöhung, das 2017 angenommen wurde, verpflichtet ebenfalls den Bundesstaat zur Überprüfung der Finanzen des Projekts und zur Abwägung von Alternativen zur Fertigstellung der Strecken. Der erwartete Fehlbetrag für das Projekt beträgt etwa 3 Mrd. US-$ und die komplette Fertigstellung wurde auf 2013 verschoben.

### Anfänglicher Zuschlag zur allgemeinen Verbrauchssteuer

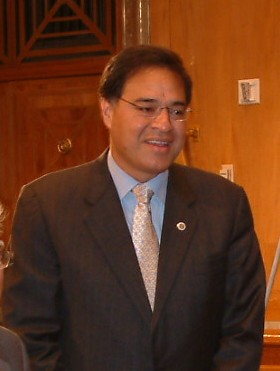
Mufi Hannemann, ehemaliger Bürgermeister von Honolulu

Nach dem Wahlsieg bei der Bürgermeisterwahl von 2004 verkündete Hannemann, dass der Bau der Strecke Priorität hätte. Im folgenden Mai wurde nach Bestrebungen der Stadt vom Hawaii State Legislature ein Gesetz verabschiedet (Act 247), das es Landkreisen erlaubt, die hawaiianische allgemeine Verbrauchssteuer (GET) von 4 % um einen halben Prozentpunkt auf 4,5 % zur Finanzierung von Verkehrsprojekten zu erhöhen. Gemäß dem Gesetzestext würden die Zusatzeinnahmen an die betroffenen Landkreise fließen, um allgemeine öffentliche Nahverkehrsinfrastruktur auf Hawaii und U-Bahn-Strecken in der Stadt und im Landkreis Honolulu finanzieren zu können. Die Einnahmen von den grundlegenden 4 % der GET würden an den Bundesstaat gehen.
Die Gouverneurin drohte anfangs mit einem Veto, was sie damit begründete, dass die Erhebung von Steuereinnahmen für die Landkreise von diesen erhoben werden sollten. Nach Kompromissen stimmte sie allerdings dem Gesetz zu. Am 12. Juli 2005 trat entsprechend das Gesetz als Artikel 247 des Sessionsgesetzes von Hawaii von 2005 ohne die Unterschrift der Gouverneurin in Kraft. Einen Monat später genehmigte der Stadtrat von Honolulu die Erhöhung der GET um einen halben Prozentpunkt, und am 24. August wurde der Beschluss von Hannemann unterschrieben. Der Artikel 247 verpflichtete Honolulu, die Einnahmen ausschließlich zum Bau der U-Bahn zu verwenden, wobei die Verwendung für das Straßennetz und bestehende Nahverkehrssysteme wie das regionale TheBus-Netz untersagt wurde. Da kein anderer Landkreis bis zur Frist dafür am 31. Dezember den Steuersatz erhöht hatte, blieb der GET-Satz dort bei 4 %. Die Steuersatzerhöhung trat am 1. Januar 2007 in Kraft und sollte ursprünglich zum 31. Dezember 2022 auslaufen.
Die Legislatur hatte 2009 einen Gesetzesvorschlag in Betracht gezogen, der vorgesehen hätte, die zusätzlichen Einnahmen durch die halbprozentige Erhöhung an den Bundesstaat zu leiten, um ein erwartetes Defizit von 1,8 Mrd. US-$ in den nächsten drei Fiskaljahren abdecken zu können. Der Gesetzesvorschlag wurde vom Bürgermeister Hanneman und anderen Führungskräften der Stadt abgelehnt, da angenommen wurde, dass die Abzweigung die Finanzierungsbeteiligung des Projektes durch den Bund gefährden würde, und wurde schließlich abgelehnt, nachdem US-Senator Daniel Inouye der Legislatur mitgeteilt hat, dass er die Bedenken der Stadt teile.

### Verlängerung des GET-Zuschlags und Zuschlag zur Hotelsteuer
Im Januar 2016 verlängerte der Stadtrat die GET um weitere fünf Jahre, um weitere 1,2 Mrd. US-$ zur Finanzierung einer Budgetlücke einnehmen zu können. Außerdem verlangte der Stadtrat, dass die Einnahmen daraus in einen Rücklagefond sowie in Investitionen zur Erreichung der Barrierefreiheit fließen und HART in jeden Quartal einen Finanzbericht für den Stadtrat erstellt.
Am 1. September 2017 stimmte die Legislatur, nachdem eine Sondersitzung, die eine Woche dauerte, zur Finanzierung des Schienenverkehrs stattgefunden hatte, weitere Steuern mit erwarteten Einnahmen von 2,4 Mrd. US-$ für das Projekt zu. Die Steuern beinhalten eine dreijährige Verlängerung der halbprozentigen Erhöhung des Steuersatzes zur allgemeinen Verbrauchssteuer, die dadurch 2030 ausläuft, und eine auf dreizehn Jahre befristete einprozentige Erhöhung der derzeit 9,25 % betragenden Unterbringungssteuer, die von Touristen erhoben wird. Bemühungen, ein Gesetz zur Finanzierung im Mai 2017 zu beschließen, waren gescheitert und der Anlass zur Sitzung war eine Frist der FTA am 15. September für einen Finanzierungsplan zur Abdeckung der Budgetlücke. Das Gesetz ermöglicht der Regierung des Bundesstaates außerdem eine Überwachung des Projektes, was die Entsendung von zwei nicht stimmberechtigten Repräsentanten in den Vorstand von HART und eine Überwachung durch den State Auditor beinhaltet. Das Gesetz wurde am 5. September vom Gouverneur unterschrieben.

### Anfrage der FTA für einen Notfallplan
Mitte 2016 forderte die FTA von HART die Erstellung eines Notfallplans bis zum 7. August 2016. Außerdem beinhaltete ein separater Bericht von Jacobs Engineering, das für das Projektmanagement zuständig ist, dass die Gesamtkosten im schlechtesten Fall 10,79 Mrd. US-$ betragen würden.
Im Januar 2017 veröffentlichte eine Gruppe mit dem Namen „Salvage the Rail“ einen Plan auf Grundlage von Option 2A der sechs Alternativen, die seitens der FTA an HART im Jahr 2016 vorgeschlagen wurden, der vorsaht, dass der Hochbahnabschnitt an der Middle Street enden und die Strecke anschließend im Straßenraum auf einer Trasse einen Häuserblock landeinwärts vom ursprünglichen Plan bis zur Endstelle verlaufen würde, was eine Neuplanung mit fahrergesteuerten Niederflurwagen und der Absenkung der Bahnsteige der bereits gebauten Stationen erfordern würde. Unterstützer sagen, dass dies eine Kostenersparnis von 3 Mrd. US-$ sowie eine Zeitersparnis von vier Jahren ermöglichen und Störungen von Grabstätten im Innenstadtbereich vermeiden könnte.
Nachdem die FTA eine Aufschiebung der Frist genehmigt hatte, reichte HART ihren Notfallplan im April 2017 ein, welcher die Fertigstellung der ursprünglichen Strecke mit 21 Stationen als einzige geeignete Option bezeichnete. Die Alternative, mithilfe des bereits gesichertes Budgets von 6,5 Mrd. US-$ nur 14 Stationen zu bauen, wurde unter anderem aufgrund geringerer Fahrgastzahlen, rechtlichen Risiken und unzureichender Absicherung verworfen. Die neuen Gesamtkosten betrugen 8,165 Mrd. US-$, wobei Medienberichten zufolge die Kosten inklusive Finanzierungsgebühren auf über 10 Mrd. US-$ steigen könnten. Nach einem aktualisierten Zeitplan wird der Abschnitt zwischen East Kapolei und Aloha Stadium Ende 2020 und die Gesamtstrecke bis Dezember 2025 eröffnet.
Im September 2017 reichte HART einen aktualisierten Notfallplan mit einem Gesamtpreis von 9,02 Mrd. US-$ ein, wovon 8,165 Mrd. US-$ Baukosten sind und die Finanzierungskosten auf 858 Mio. US-$ reduziert werden konnten, nachdem die Legislatur neue und verlängerte Steuern zur Finanzierung des Projekts genehmigt hatte. Der State Auditor wurde damit beauftragt, die Überwachung von HART-Alternativen für die Fertigstellung des Systems in Betracht zu ziehen. Mit Stand Januar 2018 hatte die FTA den neuen Notfallplan nicht formell akzeptiert, allerdings HART nach weiteren Angaben darüber, wie die Vorhersage der Steuereinnahmen ermittelt wurde, nachgefragt.
Im Februar stellte die FTA HART zwei Subpoenas aus. Die erste Subpoena forderte HART dazu auf, Ermittlern Dokumente bezüglich des Programms zum Erwerb von Immobilien zuzusenden, wobei HART dazu erklärte, das einige Dokumente zeigen würden, dass die Ausgaben für die Verlagerung für Bewohner und Immobilien entlang der Strecke zu hoch waren, was Zusatzkosten in Höhe von 4 Mio. US-$ verursacht haben könnte. Die zweite Subpoena forderte einen Bericht über sämtliche Vorstandssitzungen zwischen 2011 und 2018 inklusive privater Gespräche während der Sitzungen an.
Die FTA akzeptierte den Notfallplan im September 2019.

## Strecke

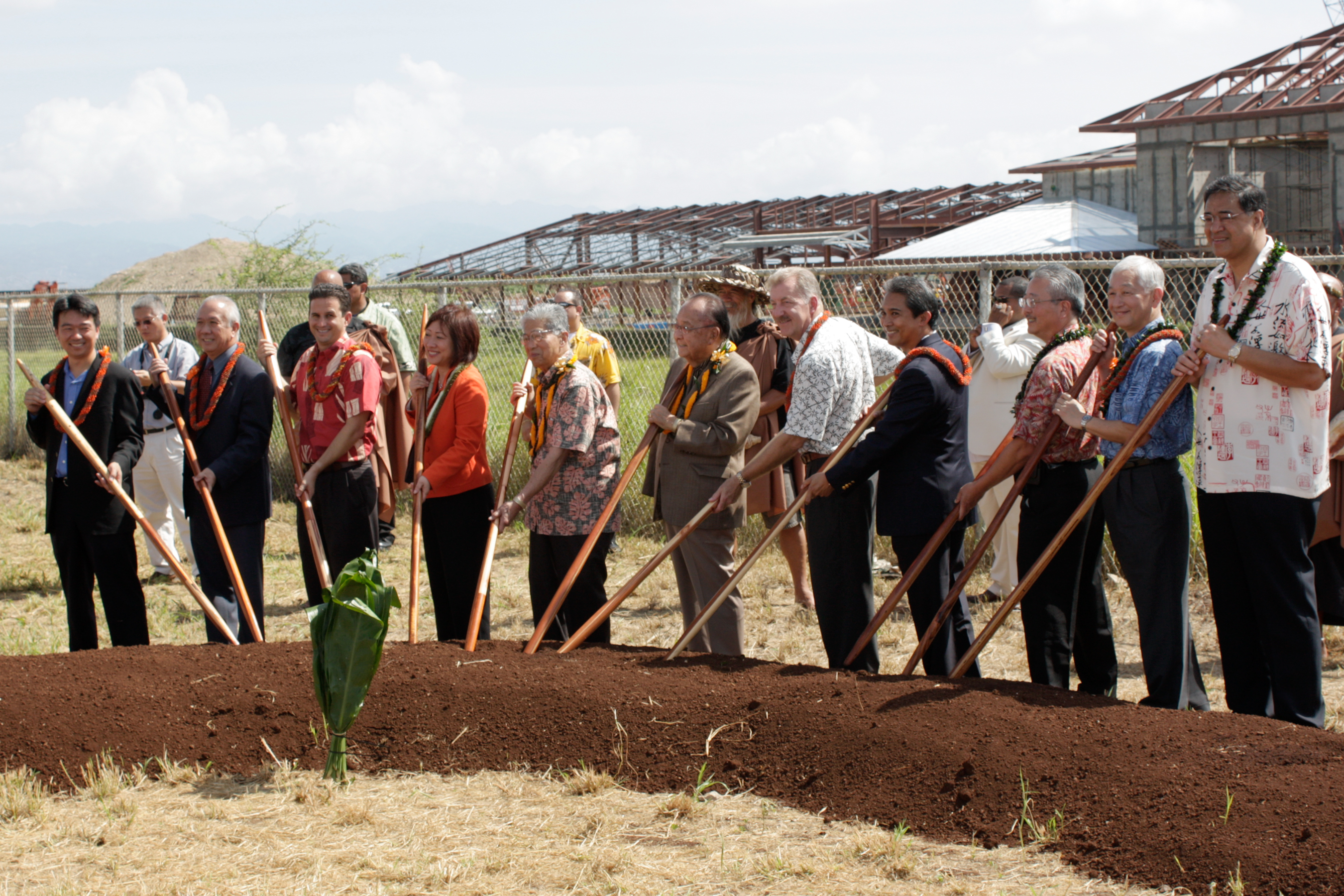
Der erste Spatenstich zum Bau der U-Bahn-Strecke

Die U-Bahn besteht aus einer fast vollständig als Hochbahn trassierten Strecke, die vom Osten von Kapolei, nahe dem West O'ahu-Campus der University of Hawaiʻi aus zum Hawaii Capital Historic District, wo zahlreiche Regierungsgebäude existieren, führt, wobei in Zukunft eine Verlängerung zum Ala Moana Center östlich der Innenstadt erfolgen soll. Dabei werden Gemeinden im Süden von Oahu, der Honolulu International Airport sowie die Innenstadt durchfahren. Es sind im Endausbau 21 Stationen zwischen Kapolei und Honolulu vorgesehen, wobei die Trasse durch Waipahu, Pearl City, Waimalu, Aiea und Halawa verläuft. Der einzige ebenerdige Streckenabschnitt mit einer Länge von etwa 970 Metern befindet sich in der Nähe des Leeward Community College.
Ursprünglich war vorgesehen, dass sich die Strecke in der Nähe des Aloha Stadium in zwei separate Strecken aufteilt, von denen die südliche Strecke den Flughafen und die nördliche Strecke den Stadtteil Salt Lake erschließen würde, bevor beide Strecken Nahe der Middle Street in Kalihi wieder aufeinander träfen. Der Stadtrat beschloss ursprünglich, die Strecke über Salt Lake vor der Strecke über dem Flughafen zu bauen, da der Stadtrat Romy Cachola, dessen Wahlkreis teilweise Salt Lake abdeckt, eine vorzeitige Erschließung seines Wahlkreises gefordert hatte, damit der den Bau der Strecke, für den seine Stimme benötigt wurde, zustimmen würde. Nachdem der Gesetzesentwurf zum Bau der Strecke angenommen wurde, überdachte der Stadtrat die Entscheidung und entschied, die Strecke über Pearl Harbor und den Flughafen zu führen und die Strecke über Salt Lake nicht zu bauen. Die neue Strecke über den Flughafen ist um 4 % teurer, allerdings werden deutlich höhere Fahrgastzahlen erwartet, da sowohl Beschäftigte des Flughafens als auch der Joint Base Pearl Harbor-Hickam des US-Militärs die Strecke nutzen würden.
Im Jahr 2016 war die Eröffnung des ersten Abschnittes zwischen East Kapolei und Aloha Stadium für Ende 2020 und die Eröffnung der restlichen Strecke vom Aloha Stadium zum Ala Moana Center für Ende 2025 vorgesehen. Im März 2021 wurde angekündigt, dass sich die Fertigstellung der kompletten Strecke bis 2031 verzögern wird. Am 9. Mai 2023 wurde angekündigt, dass der erste Abschnitt zwischen East Kapolei und Aloha Stadium am 30. Juni eröffnet wird. Die Eröffnung des zweiten Abschnitts vom Aloha Stadium zur Station Middle Street–Kalihi Transit Center wird Ende 2025 angestrebt.
Der Bau der Strecke ist in vier Teilabschnitte unterteilt, deren Bauzeiten und Eröffnungsdaten sich überlappen.
| Schematic route map for Honolulu Rail Transit                                                                                   |         |                                |                                |                              |                                                                         |
| Abschnitt Nr. | Länge   | Endstationen                   | Endstationen                   | Eröffnungsdatum              | Quelle                                                                  |
| 1 | 17,4 km | East Kapolei                   | Aloha Stadium                  | Juni 2023                    | [ 145 ] [ 146 ] [ 147 ] [ 148 ] [ 149 ] [ 150 ] [ 151 ] [ 152 ] [ 153 ] |
| 2 | 8,5 km  | Aloha Stadium                  | Middle Street                  | Ende 2025 (geplant)          | [ 154 ] [ 155 ] [ 156 ] [ 157 ] [ 158 ]                                 |
| 3 | 5,3 km  | Middle Street                  | Civic Center                   | 2031 (geplant)               | [ 159 ] [ 160 ]                                                         |
| Für die folgenden Abschnitte ist die Finanzierung noch nicht sichergestellt worden oder es ist kein Eröffnungszeitraum bekannt: |         |                                |                                |                              |                                                                         |
| Verlängerung nach Ala Moana | 1,3 km  | Civic Center                   | Ana Moana Center               | unbekannt                    | [ 161 ]                                                                 |
| Verlängerung zur UH Mānoa | –       | Ana Moana Center (oder Iwilei) | University of Hawaiʻi at Mānoa | Finanzierung nicht gesichert | [ 162 ] [ 163 ]                                                         |
| Verlängerung nach Waikīkī | –       | Ala Moana Center               | Liliʻuokalani Avenue           | Finanzierung nicht gesichert | [ 164 ]                                                                 |
| Strecke durch Salt Lake | –       | Aloha Stadium                  | Middle Street                  | Finanzierung nicht gesichert | [ 165 ]                                                                 |
| Verlängerung nach West Kapolei                                                                                                  | –       | West Kapolei                   | East Kapolei                   | Finanzierung nicht gesichert | [ 166 ]                                                                 |

Nach der Fertigstellung sollen mehr als 6000 Fahrgäste pro Stunde von 4 Uhr morgens bis Mitternacht befördert werden. Für den ersten Abschnitt wurden im ersten Jahr 10.000 Fahrgäste pro Tag, nach der Eröffnung des zweiten Abschnitts werden 25.000 Fahrgäste pro Tag und nach der Eröffnung des dritten Abschnittes 85.000 Fahrgäste pro Tag erwartet. Im Dezember 2023 wurde bekannt, dass die hohen Erwartungen in Bezug auf den ersten Abschnitt bei weitem nicht erfüllt wurden und durchschnittlich nur rund 3.000 Personen täglich die Bahn nutzen. Der Direktor der Transportbehörde ist aber zuversichtlich, dass die Nutzerzahlen deutlich steigen werden, wenn die Strecke bis nach Pearl Harbor, zum Flughafen und zur Innenstadt eröffnet wird. Nach der Eröffnung des Abschnittes bis Ala Moana wird erwartet, dass 119.600 Fahrgäste am Tag die U-Bahn-Strecke nutzen werden. Zum Verkauf der Fahrkarten wird die HOLO-Karte verwendet, die kostenlose Umstiege zum städtischen und regionalen TheBus-Busnetz innerhalb von 2½ Stunden nach Fahrtantritt ermöglicht.
Langfristig sind neben der Verlängerung nach Ala Moana vier weitere Verlängerungen vorgesehen. Es sollen Strecken vom Ala Moana Center aus zur University of Hawaiʻi at Mānoa und nach Waikiki, von East Kapolei nach Kalaeloa, sowie die Strecke durch Salt Lake, die bei den ursprünglichen Planungen nicht berücksichtigt wurden, gebaut werden. Im Jahr 2010 wurde erwartet, dass die Verlängerungen nach der Eröffnung der am Anfang geplanten Strecke frühestens 2030 fertiggestellt werden könnten. Für keine dieser Strecken ist aktuell die Finanzierung gesichert, allerdings übernahm die zuständige Bahnbehörde im November 2017 den ersten Schritt in Form der Sicherung der Trasse für die Strecke von Ala Moana Center zur University of Hawaiʻi at Mānoa.

### Bau
Die folgenden Abschnitte verwenden die Abschnittsbezeichnungen unter Bezug der folgenden Karte, die von den Bezeichnungen in der Tabelle abweichen.

#### Farrington und Kamehameha-Abschnitte

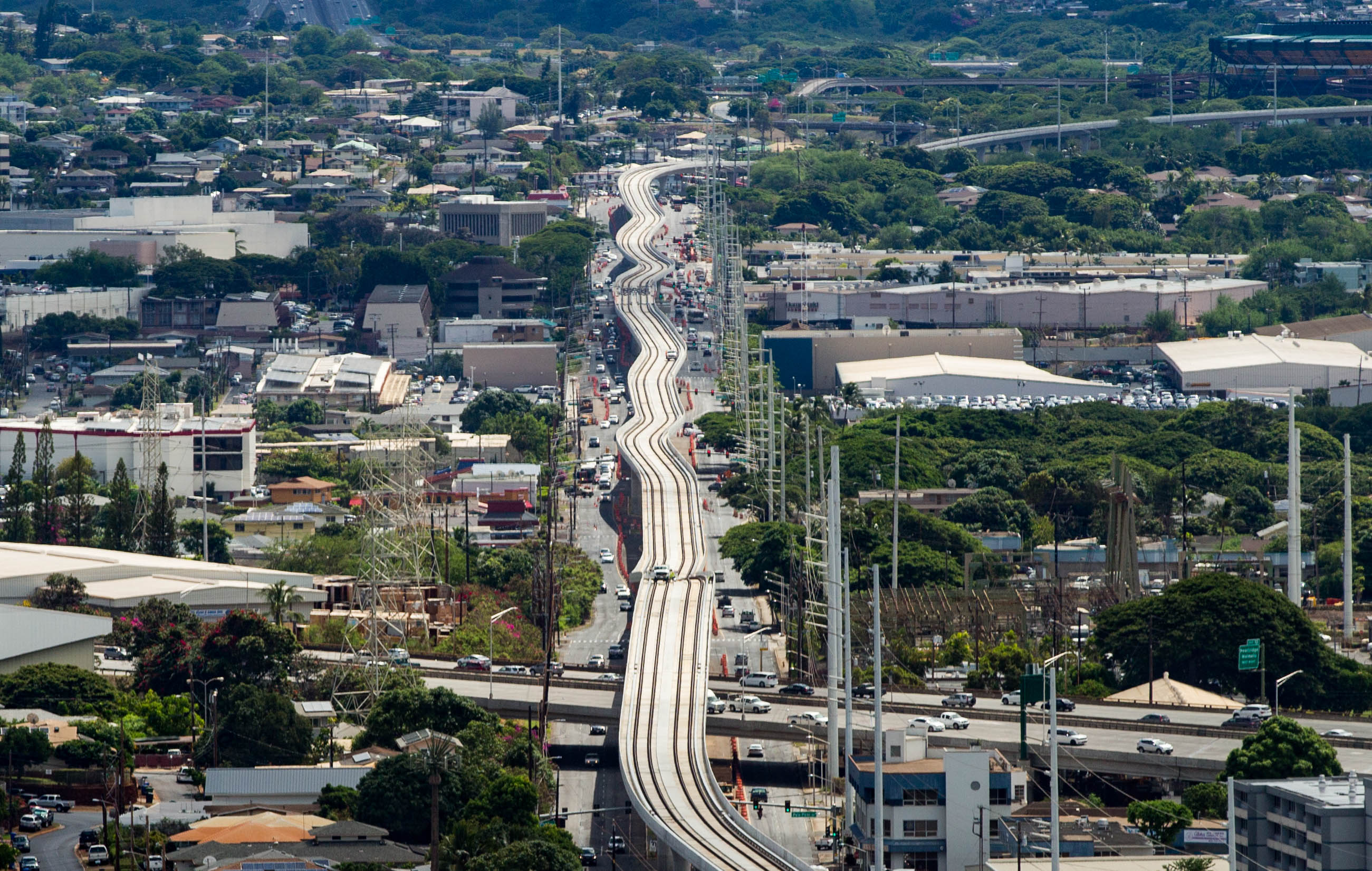
Abschnitt entlang des Kamehameha Highway im Bau (2017), Blick nach Osten in Richtung Aloha Stadium, Biegungen aufgrund der Berücksichtigung von Linksabbiegerspuren gut zu erkennen

Am 21. Oktober 2009 meldete die Stadt, dass das Unternehmen Kiewit Pacific Co. den Auftrag mit einem Wert von 483 Mio. US-$ für den Bau des elf Kilometer langen Farrington-Abschnitts und des 6,4 Kilometer langen Kamehameha-Abschnitts mit einem Angebot, das 90 Mio. US-$ unter dem ursprünglich geplanten Preis liegt. Der Bau der Stationen wurde separat ausgeschrieben.
Der Bau der Strecke begann in den Vorortgebieten von Kapolei und Ewa und schritt in Richtung Osten zum Stadtzentrum voran. Zwischen East Kapolei und Ewa wurden 112 Stützen gebaut. Die Entscheidung, den Bau der Strecke ab Kapolei zu beginnen, wurde getroffen, da der erste Abschnitt einen Betriebshof beinhalten soll, dessen Bau in größerer Entfernung zum Stadtzentrum günstiger ist, und um mit dem Bau der Strecke verbundene Auswirkungen auf die bestehende Infrastruktur sowie auf die Verkehrssituation hinauszuzögern.

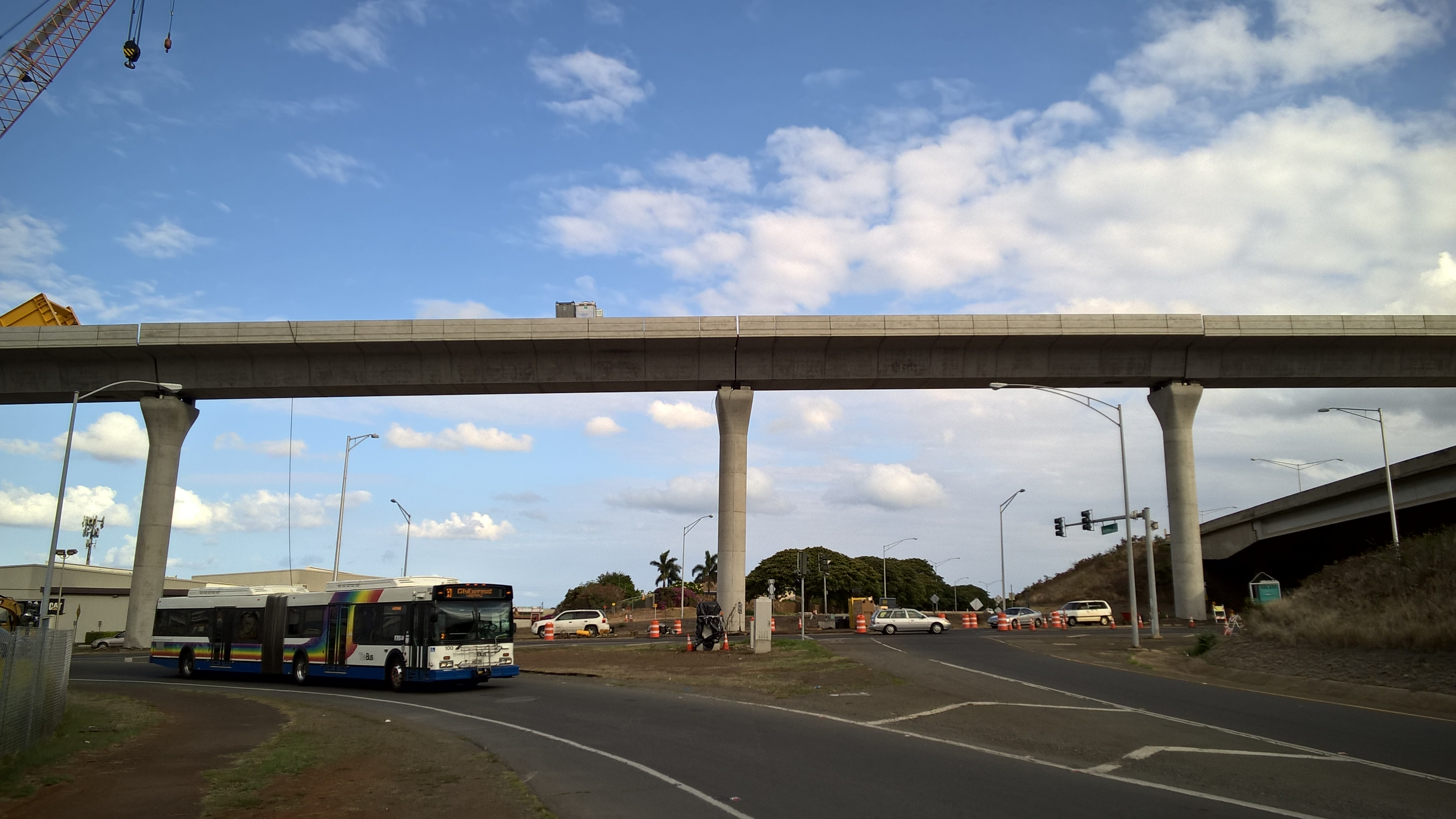
Vorgefertigte Brückenelemente, die von zylindrischen Pfeilern gestützt werden, wurden für den Bau des Großteils der Trasse eingesetzt (2015)

Zur Beschleunigung des Baus wird die Hochbahntrasse mithilfe vorgefertigter Beton-Hohlkastenbrückenelementen errichtet. Diese Methode wurde zuerst von MARTA in den 1980er Jahren zum Bau der Hochbahnabschnitte des U-Bahn-Netzes eingesetzt. Die Trasse wurde von FIGG Bridge Engineers (zuständig für die Hauptstruktur in Form der Hohlkastensegmentbrücke) und HNTB (zuständig für die Nebenstruktur in Form der Pfeiler) entworfen. Die Trasse wird von einzelnen Pfeilern mit einem Durchmesser zwischen 1,8 und 2,1 Metern am Fuß und einer Höhe von 9,1 Metern gestützt, die sich nach oben hin ausweiten, um den Boden der Hohlkästen zu stützen, die Pfeiler werden durch Tiefgründungen mit einem Durchmesser zwischen 2,1 und 2,4 Metern gestützt.
Die Einsetzung der Hohlkastensegmente begann 2014 mit einer Geschwindigkeit von 13 Segmenten am Tag, wobei insgesamt 5238 Segmente für den ersten 16 Kilometer langen Abschnitt benötigt wurden. Die Segmente wurden in Kalaeloa gefertigt. Jedes Segment hat ein Gewicht von 45 Tonnen und Maße von 3,4 × 9,1 × 2,1 Metern, wobei die Dicke der Decke zwischen 200 und 380 Millimetern schwankt. Nachdem die Pfeiler errichtet wurden, wurde ein Vorbaugerüst verwendet, um den Abstand zwischen den Pfeilern zu überbrücken, wobei ein auf der Decke befindlicher Kran zur Platzierung der vorgefertigten Segmente auf das Gerüst, das die Segmente bis zur Verbindung hielt, eingesetzt wurde. Insgesamt wurden 430 der 431 Bögen des ersten Abschnitts mithilfe vorgefertigter Hohlkastensegmente verwendet, wobei eine durchschnittliche Geschwindigkeit von ein bis zwei Tagen pro Bogen erreicht wurde.

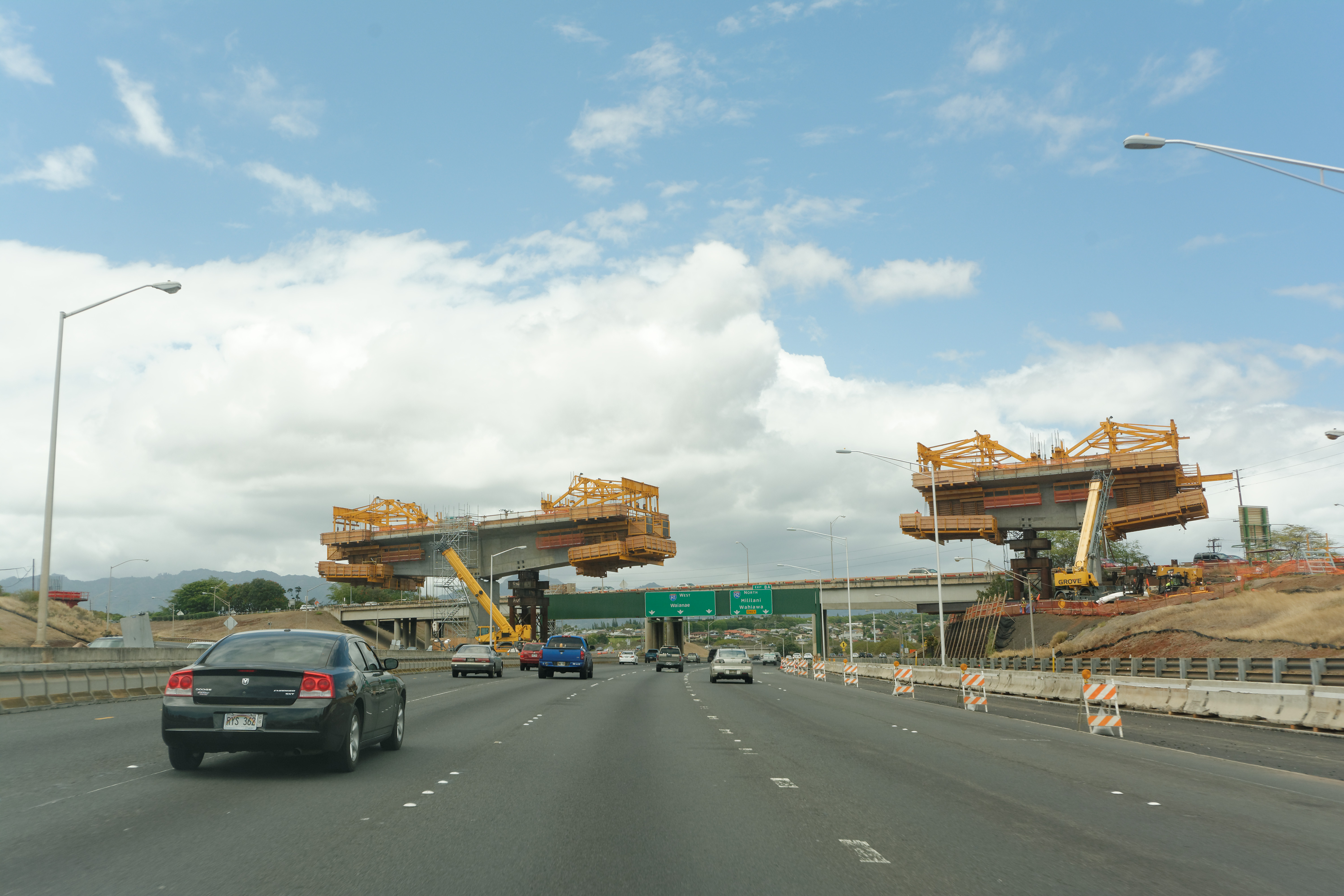
Auslegerbrückenbau über die Autobahn H-1 im Jahr 2015

Für acht größere Bögen, die zur Überquerung des Waiawa-Autobahnkreuzes der Autobahnen H-1 und H-2 erforderlich waren, wurde der Abschnitt zwischen den Pfeilern 252 und 256 in Form einer Auslegerbrücke realisiert. Anstatt vorgefertigter Elemente verwendete Kiewit vor Ort gebaute Segmente, wobei von den Pfeilern im Mittelstreifen der Autobahn aus angefangen und in Richtung der benachbarten Pfeiler gearbeitet wurde. Die Bauformen an beiden Enden wurden zum Bau der Segmente verwendet und anschließend an das neue Ende verschoben, um das nächste Segment zu bauen. Für den Bau jedes Segments wurden jeweils 3,6 Tonnen Bewehrungsstahl und 37 Kubikmeter Beton verwendet, wobei jedes Segment, von denen 73 Stück benötigt wurden, 95 Tonnen wog. Das letzte Segment für die Auslegerbrücke wurde im September 2016 gegossen.

#### Flughafenabschnitt

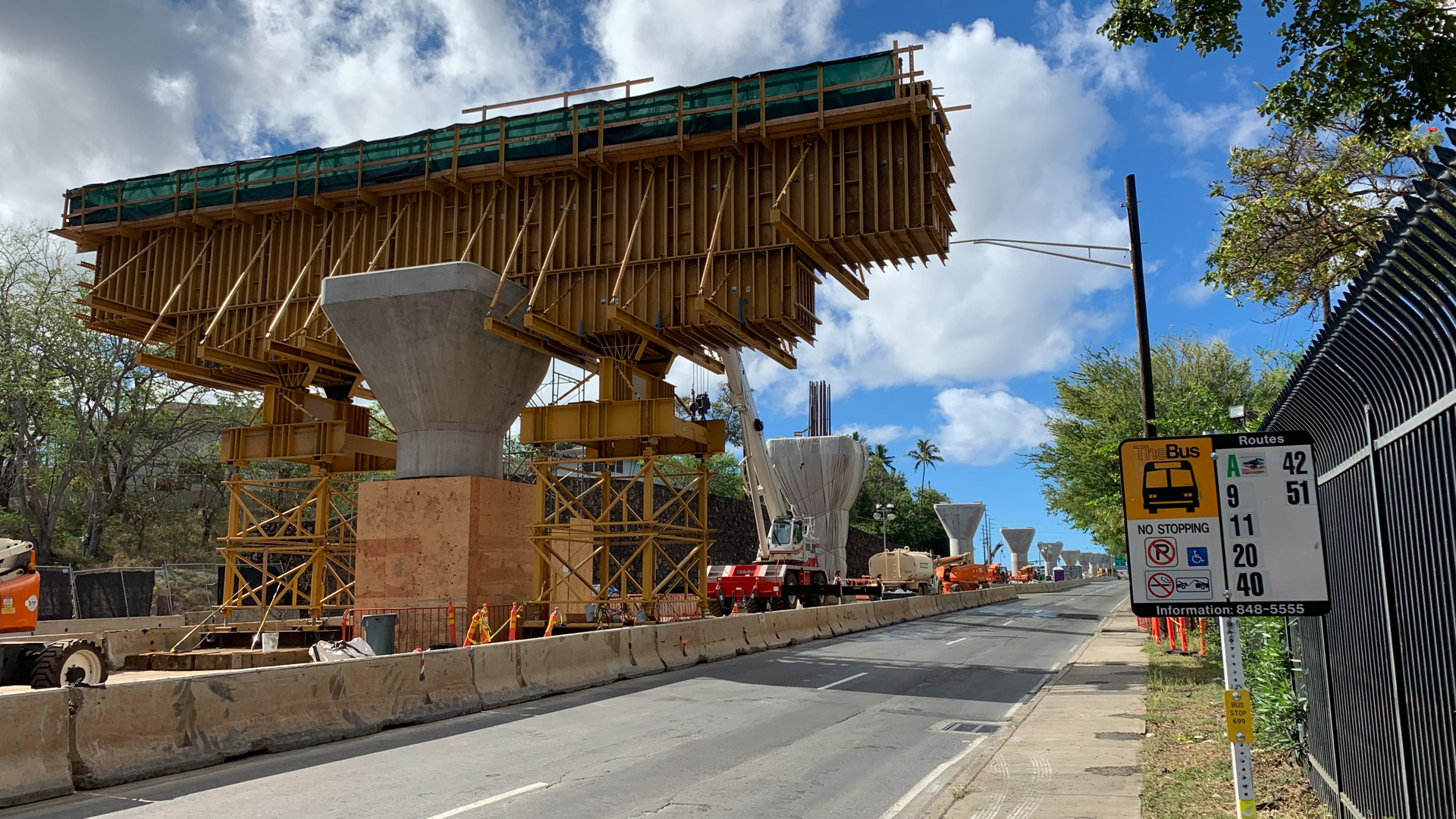
Bau des Flughafenabschnittes nahe der Joint Base Pearl Harbor-Hickam (2019)

Der dritte zu bauende Streckenabschnitt deckt den 8 Kilometer langen Flughafenabschnitt vom Aloha Stadium zur Middle Street ab und beinhaltet vier Stationen, darunter den Flughafenbahnhof. Im Jahr 2012 wurde AECOM mit der Planung des Flughafenabschnitts mit einem Gebot von 38,8 Mio. US-$ beauftragt. Der Auftrag zum Bau wurde im August 2016 einen Joint Venture, bestehend aus Shimmick-Traylor-Granite (STGJV), das ein Angebot von 874,8 Mio. US-$ angeboten hatte, erteilt. Baubeginn war im Dezember 2016.
Der Flughafenabschnitt besteht aus 214 Bögen, die wie bei den Farrington- und Kamehameha-Abschnitten mit vorgefertigten Betonhohlkästen gebaut wurden, allerdings in diesen Abschnitt mithilfe eines Portalkrans platziert wurden. Für den Bau der Strecke wurde sowohl ein konventioneller Portalkran als auch ein beweglicher Portalkran eingesetzt. Mehr als 2700 vorgefertigte Segmente wurden für den Flughafenabschnitt benötigt, wobei zusätzlich noch 230 Stützen und 5400 Schallschutzwände verbaut wurden. Für die Fundamente der Pfeiler wurden Schächte mit einer Tiefe von bis zu 110 Metern ausgehoben, wobei ein Schacht eine Tiefe von 108,93 Metern bei einem Durchmesser von 3 Metern hat, was als Rekord in der Tiefgründung betrachtet wird. Die Stütze für den Schacht befindet sich im Kalihi Stream am Kamehameha Highway zwischen der Middle Street und der Puʻuhale Road und wird Teil der Station Kahauiki werden. Bei den Berührungspunkten des Fahrwegs und der Pfeiler werden Lager verbaut, die Bewegungen zwischen 51 und 483 mm sowie Rotationen zwischen 0,015 und 0,03 Radianten ermöglichen.
Die STGJV meldete im Dezember 2020 die Fertigstellung des letzten der 2708 vorgefertigten Fahrwegsegmente für den Flughafenabschnitt, der im Frühling 2020 über der Ualena Street nahe dem Lagoon Drive eingebaut werden sollte. Jedes Segment erfordert durchschnittlich etwa 14 Kubikmeter Beton, wiegt zwischen 36 und 59 Tonnen und ist 9,6 m breit, 3,28 m lang und entweder 1,4 oder 2,6 m hoch, wobei die Segmente mit der niedrigeren Höhe in der Nähe des Flughafens verbaut wurden, um Einschränkungen bei den Durchfahrtshöhen und den Einflugschneisen zu entsprechen.
Im Juni 2024 wurde die Stromversorgung für den Abschnitt aktiviert, um die Strecke mit Zügen testen zu können. Die Inbetriebnahme des Abschnitts für den Fahrgastverkehr ist für Ende 2025 geplant.

#### Innenstadtabschnitt
Der 6,4 Kilometer lange Innenstadtabschnitt, der zum Ala Moana Center führen wird, wird vermutlich im Rahmen eines Public-private Partnership (PPP) realisiert werden. Für die Fertigstellung des Innenstadtabschnittes werden Kosten von etwa 1,6 Mrd. US-$ erwartet. Unter dem geplanten PPP wird der Innenstadtabschnitt vermutlich in Form eines Plan-, Bau-, Finanzierungs-, Betriebs- und Instandhaltungsvertrags (design-build-finance-operate-maintain (DBFOM)) realisiert werden, was den erfolgreichen Bieter das Recht zum Betrieb und der Instandhaltung des gesamten Netzes in einen Zeitraum von 25 Jahren nach der Fertigstellung des Innenstadtabschnittes einräumen würde. Die Stadt Honolulu würde dabei den Betrieb und die Instandhaltung sowie die öffentliche Informationsarbeit überwachen und den Fahrkartenverkauf sowie die Fahrkartenkontrollen durchführen. Im Mai 2018 wurde ein Vertrag im Wert von 400 Mio. US-$ zur Umverlegung von Versorgungsleitungen in der Innenstadt erteilt.
HART schrieb den DBFOM-Vertrag Ende 2018 aus und meldete im Juli 2020, das verschiedene Angebote von verschiedenen Bietern erhalten wurden. Allerdings überschritten die Kosten der Angebote für den Bau des Fahrwegs und der Stationen mit 2,7 Mrd. US-$ den Kostenprognosen von HART mit 1,4 Mrd. US-$ deutlich, sodass HART die Pläne zur Realisierung des Abschnittes zur Vollendung des Innenstadtabschnittes im November 2020 in Form einer PPP einstellte. Die Angebote für den Betrieb und die Instandhaltung lagen mit Werten zwischen 4,2 und 5,3 Mrd. US-$ näher am geplanten Wert von 4,95 Mrd. US-$. Am 14. Dezember 2020 stellte HART eine Informationsanfrage aus, in der von der Baubranche nach Methoden zur optimalen Gestaltung der Ausschreibung, um realistische Angebote zu erhalten, gefragt wird.

## Stationen
Das örtliche Bauunternehmen Nan, Inc. erhielt im Jahr 2015 den Auftrag zum Bau von sechs von neun Stationen des westlichen Abschnittes, wobei der Vertrag für die West-Oahu-Stationsgruppe, die die Stationen East Kapolei, UH-West Oahu und Ho'opili beinhaltet, über einen Wert von 56,1 Mio. US-$ und der Vertrag für die Stationen entlang des Kamehameha Highway, der die Stationen Pearl Highlands, Pearlridge und Aloha Stadium über einen Wert von 116 Mio. US-$ verfügt. Der Auftrag für die Stationsgruppe entlang des Farrington Highway, der die Stationen West Loch, Waipahu und Leeward Community College mit einem Gesamtwert von 79 Mio. US-$ beinhaltet, wurde 2015 an das Unternehmen Hawaiian Dredging erteilt. Die STGJV wurde mit dem Bau der vier Stationen Pearl Harbor Naval Base, Honolulu International Airport, Lagoon Drive und Middle Street im Rahmen des Vertrags von 875 Mio. US-$ zum Bau des Flughafenabschnitts beauftragt.
Die Hawaiian Station Naming Working Group (HSNWG), die eine Expertenarbeitsgruppe ist, wurde durch die Resolution 09-158 des Stadtrates von Honolulu dazu ernannt, hawaiianische Namen für die Stationen zu entwickeln. Die HSNWG schlug im November 2017 hawaiianische Namen für die neun westlichsten Stationen der Strecke vor, die von HART am 22. Februar 2018 übernommen wurden. Am 17. April 2019 veröffentlichte HART eine Liste von hawaiianischen Namen für die verbleibenden Stationen. Die Namen wurden zur öffentlichen Bewertung veröffentlicht, wobei die HSNWG die Rückmeldungen überprüft hatte, bevor dem Vorstand von HART eine abschließende Namensliste präsentiert wurde.

### Liste der Stationen
| Name         | Name                                   | Standort     | Abschnitt                          | Bild | Bahnsteige           | Eröffnung      | Weitere Infos                                                                                               |
| Hawaiianisch | Englisch                               | Standort     | Abschnitt                          | Bild | Bahnsteige           | Eröffnung      | Weitere Infos                                                                                               |
| ------------ | -------------------------------------- | ------------ | ---------------------------------- | ---- | -------------------- | -------------- | --- |
| Kualakaʻi    | East Kapolei                           | East Kapolei | Abschnitt 1 17,4 km                |      | 1 (Mittelbahnsteig)  | Juni 2023      | Bedient Kapolei, Makakilo und ʻEwa Beach Verfügt über Park-and-ride-Einrichtungen                           |
| Keoneʻae     | UH–West Oʻahu                          | East Kapolei | Abschnitt 1 17,4 km                |      | 2 (Seitenbahnsteige) | Juni 2023      | Bedient den Keoneʻae-Campus Verfügt über Park-and-ride-EInrichtungen                                        |
| Honouliuli   | Hoʻopili                               | East Kapolei | Abschnitt 1 17,4 km                |      | 2 (Seitenbahnsteige) | Juni 2023      | Bedient Honouliuli                                                                                          |
| Hōʻaeʻae     | West Loch                              | Waipahu      | Abschnitt 1 17,4 km                |      | 2 (Seitenbahnsteige) | Juni 2023      | Bedient West Loch, ʻEwa Beach und Waipahu                                                                   |
| Pouhala      | Waipahu Transit Center                 | Waipahu      | Abschnitt 1 17,4 km                |      | 2 (Seitenbahnsteige) | Juni 2023      | Bedient Waipahu und Waikele                                                                                 |
| Hālaulani    | Leeward Community College              | Pearl City   | Abschnitt 1 17,4 km                |      | 1 (Mittelbahnsteig)  | Juni 2023      | Bedient das Leeward Community College und Waikele                                                           |
| Waiawa       | Pearl Highlands                        | Pearl City   | Abschnitt 1 17,4 km                |      | 2 (Seitenbahnsteige) | Juni 2023      | Bedient Pearl Highlands, das Pearl Highlands Center und Pearl City Verfügt über Park-and-ride-Einrichtungen |
| Kalauao      | Pearlridge                             | Waimalu      | Abschnitt 1 17,4 km                |      | 2 (Seitenbahnsteige) | Juni 2023      | Bedient das Pearlridge Center, Pearl City, Waimalu und Aiea                                                 |
| Hālawa       | Aloha Stadium                          | Halawa       | Abschnitt 1 17,4 km                |      | 2 (Seitenbahnsteige) | Juni 2023      | Bedient das Aloha Stadium, Aiea, Salt Lake und Moanalua Verfügt über Park-and-ride-EInrichtungen            |
| Makalapa     | Joint Base Pearl Harbor–Hickam         | Honolulu     | Abschnitt 2 8,2 km                 |      | 2 (Seitenbahnsteige) | 2025 (geplant) | Bedient die Joint Base Pearl Harbor–Hickam und Salt Lake                                                    |
| Lelepaua     | Daniel K. Inouye International Airport | Honolulu     | Abschnitt 2 8,2 km                 |      | 2 (Seitenbahnsteige) | 2025 (geplant) | Bedient den Daniel K. Inouye International Airport und Salt Lake                                            |
| Āhua         | Lagoon Drive                           | Honolulu     | Abschnitt 2 8,2 km                 |      | 2 (Seitenbahnsteige) | 2025 (geplant) | Bedient Lagoon Drive und Mapunapuna                                                                         |
| Kahauiki     | Middle Street–Kalihi Transit Center    | Honolulu     | Abschnitt 2 8,2 km                 |      | 2 (Seitenbahnsteige) | 2025 (geplant) | Bedient Kalihi und Honolulu Harbor                                                                          |
| Mokauea      | Kalihi                                 | Honolulu     | Abschnitt 3 5,3 km                 |      | 2 (Seitenbahnsteige) | 2031 (geplant) | Bedient Kalihi                                                                                              |
| Niuhelewai   | Honolulu Community College–Kapalama    | Honolulu     | Abschnitt 3 5,3 km                 |      | 2 (Seitenbahnsteige) | 2031 (geplant) | Bedient Kalihi, Kapālama und das Honolulu Community College                                                 |
| Kūwili       | Iwilei                                 | Honolulu     | Abschnitt 3 5,3 km                 |      | 2 (Seitenbahnsteige) | 2031 (geplant) | Bedient Iwilei und Kalihi                                                                                   |
| Hōlau        | Chinatown                              | Honolulu     | Abschnitt 3 5,3 km                 |      | 2 (Seitenbahnsteige) | 2031 (geplant) | Auch als Hōlau oder Hoʻolau bezeichnet. Bedient Chinatown                                                   |
| Kuloloia     | Downtown                               | Honolulu     | Abschnitt 3 5,3 km                 |      | 2 (Seitenbahnsteige) | 2031 (geplant) | Bedient Downtown Honolulu, Aloha Tower und dem Capital District                                             |
| Ka‘ākaukukui | Civic Center                           | Honolulu     | Abschnitt 3 5,3 km                 |      | 2 (Seitenbahnsteige) | 2031 (geplant) | Bedient die Ward Centers und Maikiki                                                                        |
| Kūkuluae‘o   | Kakaʻako                               | Honolulu     | Verlängerung nach Ala Moana 1,3 km |      | 2 (Seitenbahnsteige) | unbekannt      | Bedient Kakaʻako, Maikiki und die Ward Centers                                                              |
| Kālia        | Ala Moana Center                       | Honolulu     | Verlängerung nach Ala Moana 1,3 km |      | 1 (Mittelbahnsteig)  | unbekannt      | Bedient Ala Moana, das Ala Moana Center, Mānoa und Waikīkī                                                  |

### Rail Operations Center

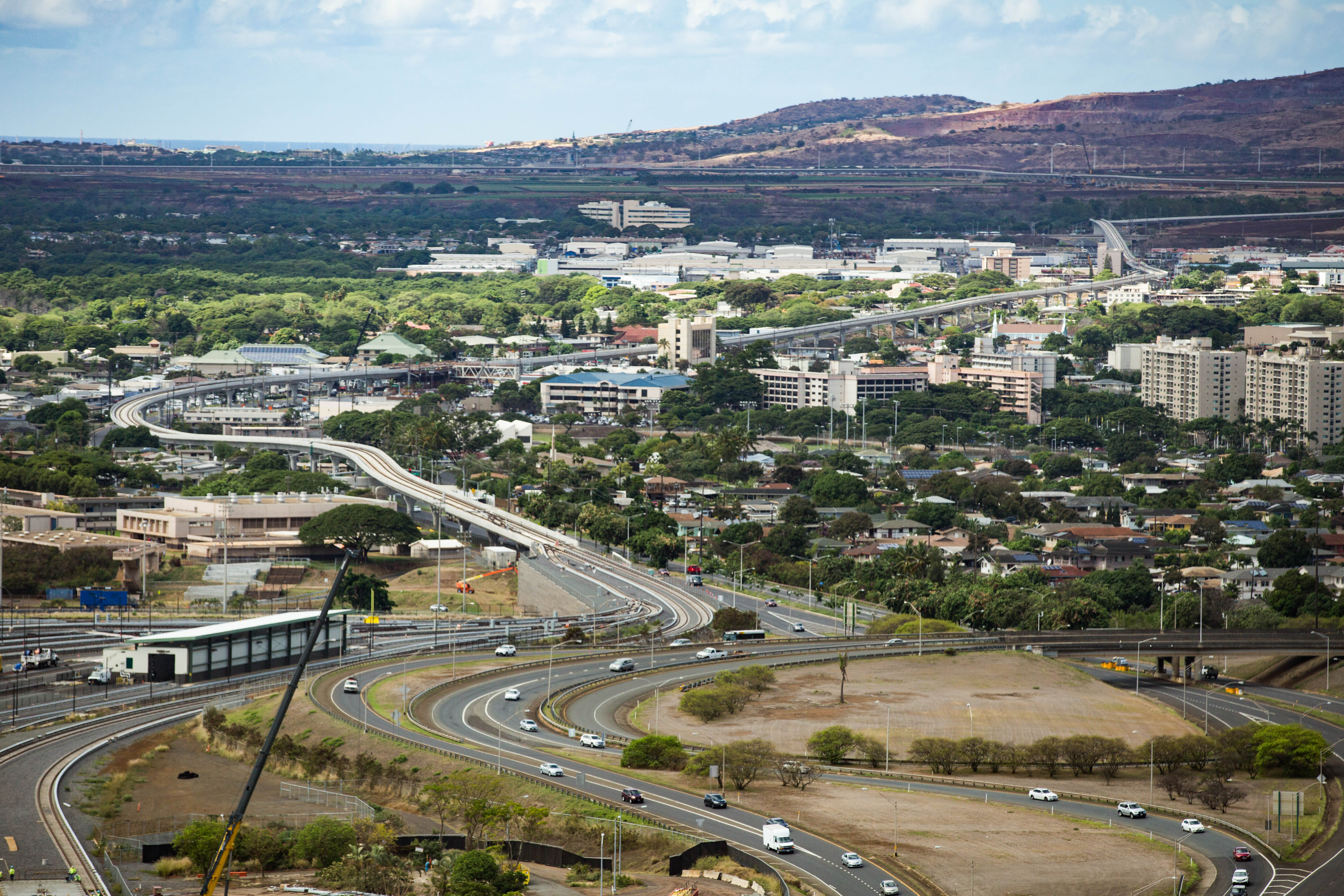
Trasse (2017), Blick Richtung Westen. Die Waschanlage befindet sind in der unteren linken Ecke des Bildes.

Das Rail Operations Center (ROC; auch als Maintenance and Storage Facility bezeichnet) ist der 14 Hektar große Betriebshof, der aus vier Gebäuden besteht und sich in Pearl City befindet. Der Entwurf wurde im LEED-System mit Silber zertifiziert.
Die Gebäude auf dem ROC-Gelände sind:
- Operation & Servicing Building (OSB) – primäre Fahrzeuginstandhaltungseinrichtung, beinhaltet auch das Operations and Control Center, das als Leitstelle fungiert
- Maintenance of Way Building (MOW) – beinhaltet die Ausstattung zur Überprüfung und Instandhaltung der Infrastruktur
- Train Wash Facility (TWF) – automatisierte Waschanlage
- Wheel Turing Building (WTB) – Instandhaltungseinrichtung für Radsätze

Der Auftrag zum Bau des ROC wurde im Jahr 2011 einem Joint Venture aus Kiewit und Kobayashi erteilt. Der Vertrag beinhaltete ursprünglich einen Wert von 195 Mio. US-$, wobei die Kosten bei der Fertigstellung im Juli 2016 auf 274 Mio. US-$ gestiegen sind.:39

## Fahrzeuge

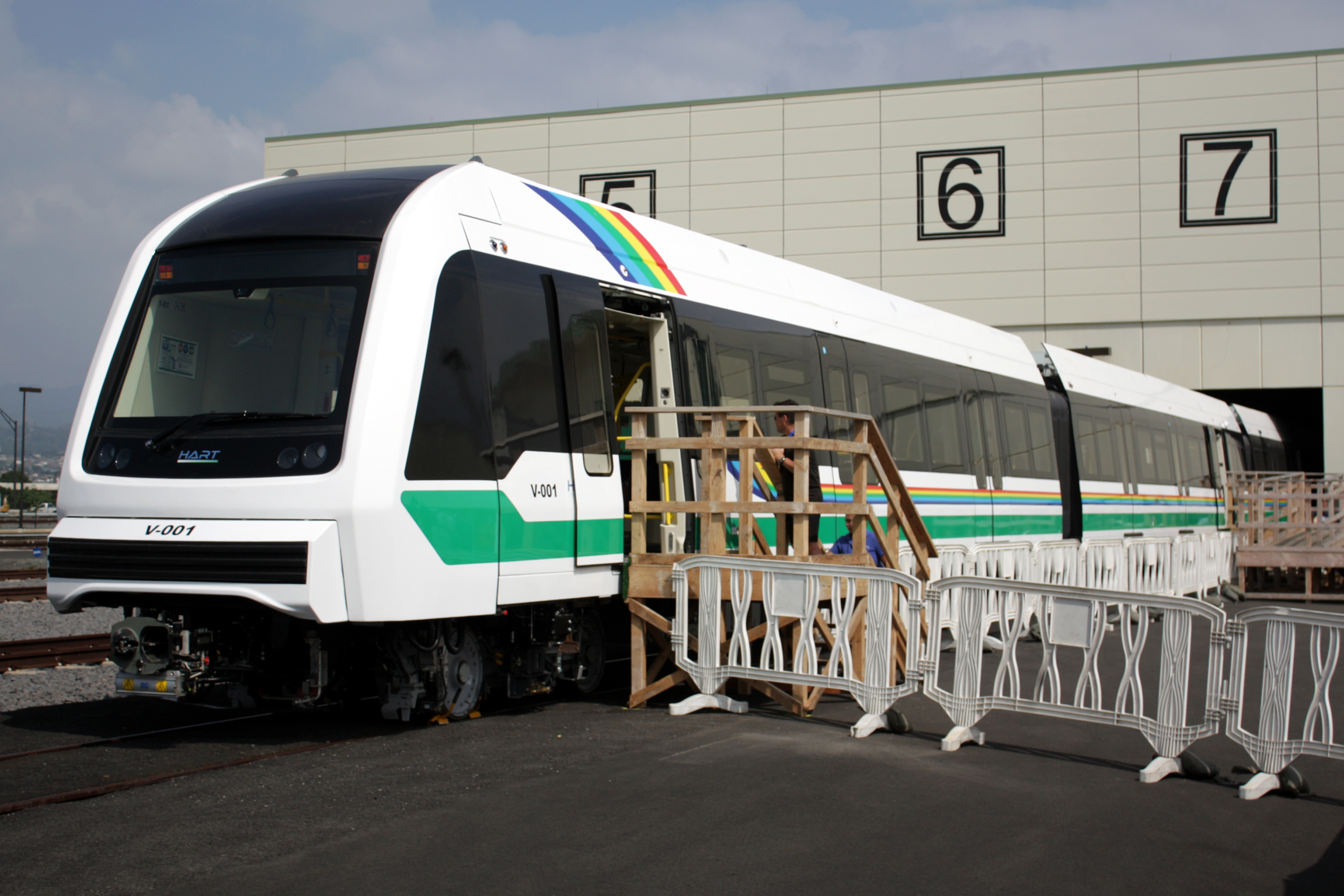
Der erste U-Bahn-Zug wurde im Februar 2017 öffentlich ausgestellt

Siehe auch: AnsaldoBreda Driverless Metro
Obwohl weitere Technologien wie beispielsweise gummibereifte U-Bahnen, Magnetschwebebahnen und Einschienenbahnen in Betracht gezogen wurden, sagte der damalige Bürgermeister Mufi Hannemann, dass er sich für ein konventionelles Rad-Schiene-System entschieden hatte, um finanzielle Schäden für die Stadt zu vermeiden, und drohte mit der Einstellung des Projektes, falls sich für ein anderes System entschieden werden würde. Für die Linie werden 78 Meter lange vierteilige Züge mit einer Kapazität von etwa 780 Fahrgästen eingesetzt, die im Gegensatz zu den U-Bahn-Systemen in Chicago und New York, die schwerere Fahrzeuge einsetzen, über ein ähnliches Gewicht wie die beim MAX in Portland, Oregon eingesetzten Fahrzeuge verfügen. Die Stationen werden eigenständige Strukturen haben und größer als typische Stadtbahnstationen sein. Die U-Bahn in Honolulu hat mehrere Gemeinsamkeiten mit moderneren Kleinprofil-U-Bahnen wie beispielsweise dem SkyTrain in Vancouver, der Metro Kopenhagen und der Londoner Docklands Light Railway. So ist die U-Bahn Honolulu z. B. die erste U-Bahn der Vereinigten Staaten, die mit fahrerlosen Zügen betrieben wird und über Bahnsteigtüren verfügt. Als Erstausstattung für die Linie werden zunächst 80 Wagen vorhanden sein, die in 20 fest gebildeten Zügen zu je 4 Wagen eingesetzt werden. Jeder Wagen ist 20 Meter lang, verfügt über ein Gewicht von 33 Tonnen und hat eine Kapazität von jeweils 195 Fahrgästen, davon 36 auf Sitzplätzen. Die Stromversorgung erfolgt über eine seitliche Stromschiene.

### Vertrag und Lieferung
Der Vertrag im Rahmen eines Entwurfs-, Bau-, Betriebs- und Instandhaltungsvertrags für die Züge zwischen HART und Ansaldo Honolulu, das ein Konsortium aus Hitachi Rail Itala (ehemals AnsaldoBreda) und Hitachi Rail STS (ehemals Ansaldo STS) ist, wurde am 28. November 2011 unterzeichnet. AnsaldoBreda und Ansaldo STS arbeiteten zuvor bei der Entwicklung der Fahrzeuge für die U-Bahn Kopenhagen und U-Bahn Brescia zusammen. Beide Unternehmen wurden 2015 von Hitachi Rail übernommen und Ansaldo Honolulu entsprechend in Hitachi Rail Honolulu (HRH) umbenannt. Im Rahmen des Vertrags im Wert von 1,4 Mrd. US-$ ist HRH für den Entwurf und Bau der Fahrzeuge (Wert 574 Mio. US-$), Tests zur Leistungsprüfung (Wert 167 Mio. US-$) sowie Betrieb und Instandhaltung in den ersten fünf Betriebsjahren (Wert 339 Mio. US-$) mit einer Option auf einer weiteren Verlängerung der Betriebs- und Instandhaltungsdienstleistungen um weitere fünf Jahre mit einem Wert von 318 Mio. US-$ bei positiven Leistungen in den ersten fünf Jahren zuständig.
Die unterlegenen Bieter Bombardier Transportation und Sumitomo Corporation of America hatten gegen die Auftragsvergabe Beschwerde eingelegt. Beide Beschwerden wurden auf der Verwaltungsebene abgewiesen, wobei Bombardier eine Klage eingereicht hatte. Die Entscheidung der Verwaltung zur Abweisung der Beschwerde von Bombardier wurde sowohl vom zuständigen Bezirksgericht als auch vom Berufungsgericht bestätigt.
Die ersten beiden Wagen wurden im März 2016 ausgeliefert und der erste Zug wurde am 2. Mai 2016 im Rail Operations Center der Öffentlichkeit vorgestellt. Um den Kriterien des Buy America-Gesetzes für Nahverkehrsprojekte mit finanzieller Unterstützung des Bundes zu entsprechen, wurden die Wagenkästen im Werk von Hitachi Rail Italia im italienischen Reggio Calabria gefertigt und zur Endmontage in das Werk von HRI im kalifornischen Pittsburg gebracht. Das Werk wurde seitdem teilweise an Bombardier Transportation (heute Alstom) geleast, das dort U-Bahn-Wagen für BART herstellt.
Im Dezember 2016 meldete Hitachi Rail Italia Defekte in den Schweißnähten der Aluminiumträger von 27 Wagen, von denen sich vier bereits in Hawaii befanden, wobei die Behebung zu Lieferverzögerungen führte, da während der Ausbesserung die Produktion eingestellt wurde. Im März 2017 äußerte HART, dass die Ausbesserung der Wagen die vollständige Eröffnung nicht gefährden würde.
Im Mai 2017 wurden zum ersten Mal Züge in Honolulu auf den Gleisen zur Überprüfung der Lichtraumprofile gesetzt. Probefahrten aus eigener Kraft begannen im Oktober 2017.

## Zeitleiste
- Februar 2006 – Ein Verkehrsplan beinhaltet 2,5 Mrd. US-$ für ein spurgebundenes System zwischen Kapolei und Manoa.[269]
- Juni 2006 – Der Bau der Infrastruktur für ein 38,6 Kilometer langes Streckennetz wird mit 3 Mrd. US-$ angesetzt, was 200 Mio. US-$ mehr als eine vorherige Schätzung ist. Bei der Schätzung werden die Kosten für das Rollmaterial nicht berücksichtigt.[94]
- Januar 2007 – Die allgemeine Verbrauchssteuer (GET) im Landkreis Honolulu wird um 0,5 % erhöht, um mit den Zusatzeinnahmen ein U-Bahn-Netz zu finanzieren. Die Erhöhung soll am 31. Januar 2022 auslaufen.
- Februar 2007 – Der Stadtrat stimmt einer Strecke von East Kapolei nach Ala Moana Centre über dem Salt Lake Boulevard zu.[130]
- Oktober 2008 – Der erste Umweltverträglichkeitsbericht wird veröffentlicht. Die prognostizierten Kosten betragen 3,7 Mrd. US-$, davon 1 Mrd. US-$ an Eventualverbindlichkeiten.[270]
- November 2008 – 53 % der Abstimmenten stimmten für Maßnahmen, welche dem Stadtrat die Fortführung der Implementierung eines Schienenverkehrssystems mit Stahlrädern auf Stahlgleisen ermöglichen. Die Baukosten werden auf 4 Mrd. US-$ geschätzt.[271]
- Januar 2009 – Der mittlere Streckenabschnitt zwischen Aloha Stadium und Middle Street wird über Zwischenstationen an der Marinebasis Pearl Harbor sowie am Flughafen Honolulu verfügen, was eine der ursprünglichen Optionen gewesen ist. Die ursprünglich genehmigte Route verlief über dem Salt Lake Boulevard.[272]
- Juni 2010 – Der abschließende Umweltverträglichkeitsbericht wird veröffentlicht. Die erwarteten Kosten betragen 5,5 Mrd. US-$ und für das Jahr 2030 werden Fahrgastzahlen von 116.300 Fahrgästen pro Tag erwartet.[273][274]
- Dezember 2010 – Ein von der scheidenden Gouverneurin Lingle beauftragter Bericht wird veröffentlicht, der davor warnt, dass das Projekt um mindestens 1,7 Mrd. US-$ teurer werden wird als von der Stadt mit 5,5 Mrd. US-$ erwartet.[55]
- März 2012 – Dan Grabauskas wird zum Geschäftsführer und CEO von HART auf Basis eines Dreijahresvertrags ermannt. Er tritt die Position im April 2012 an.[64][275]
- Mai 2012 – Der Bau der Fundamente für die Stützpfeiler der Hochbahntrasse wird begonnen.[276]
- Dezember 2012 – Der Stadtrat von Honolulu und die Bundesbehörde für innerstädtischen Nahverkehr (FTA) unterzeichnet eine Vereinbarung für das Projekt mit einem Budget von 5,12 Mrd. US-$, wovon 1,55 Mrd. US-$ von der Bundesregierung bereitgestellt werden. Der Betriebsbeginn auf der Gesamtstrecke ist ab dem 31. Januar 2020 vorgesehen.[277]
- September 2014 – HART zog die anfängliche Ausschreibung für die ersten neun Stationen zurück, da die Angebote höher als das Budget dafür waren. Das niedrigste Angebot von Nan, Inc. lag bei 294,5 Mio. US-$, was 110 Mio. US-$ höher als das von der Nahverkehrsbehörde festgelegte Budget von 184 Mio. US-$ war. Die ersten Fahrten verzögern sich voraussichtlich bis zum Jahr 2018.[278]
- November 2015 – Die FTA hält Zahlungen in Höhe von 250 Mio. US-$ zurück, bis der Stadtrat nachweisen kann, dass die Fertigstellung des Projektes gesichert werden kann.[279]
- Januar 2016 – Eine Verlängerung des Zuschlages zur allgemeinen Verbrauchssteuer um weitere fünf Jahre wird angenommen, um weitere 1,2 Mrd. US-$ zur Finanzierung zu erwirtschaften.[277]
- Mai 2016 – Vorstandsmitglied von HART Colleen Hanabusa veröffentlicht ein internes Dokument, das die Budgetplanungen für den Stand des 1. März 2016 darstellt und zeigt, dass die Kosten für die Strecke 6,9 Mrd. US-$ betragen werden.[280]
- April 2016 – Im Rahmen einer Überprüfung des Projektes durch die Stadt wird HART dafür kritisiert, veraltete Zahlen und Budgets anzuwenden und Änderungsaufträge nicht ausreichend zu dokumentieren, wobei davor gewarnt wird, dass die Schätzungen von HART für die Kostensteigerungen unzuverlässig sein.[281][282] Die Ergebnisse werden von HART bestritten.
- Mai 2016 – Die FTA schätzt die Gesamtkosten für die 32 Kilometer lange Strecke auf 8,1 Mrd. US-$. Zusätzlich wird eine Verspätung der Fertigstellung der Strecke um fast fünf Jahre bis Dezember 2024 erwartet, was im Gegensatz zur Finanzierungsvereinbarung von HART steht, nach der eine Eröffnung der Strecke von East Kapolei nach Ala Moana Center im Januar 2020 angestrebt wird.[283]
- Juni 2016 – Laut einem Bericht des mit der Überwachung des Projektes beauftragen Unternehmens Jacobs Engineering könnten die Kosten für das Projekt im schlechtesten Fall 10,79 Mrd. US-$ betragen.[125]
- August 2016 – Dan Grabauskas tritt als CEO und Geschäftsführer von HART zurück, wird allerdings bis Oktober 2016 als CEO verbleiben. Vom August bis Oktober wird der Service Direktor des Verkehrsamtes Mike Formby als interims-CEO agieren.[275][284][285]
- Oktober 2016 – Krishniah N. Murthy wird zum Interims-CEO und Geschäftsführer von HART ernannt und bleibt bis Dezember 2017 auf dieser Position.[286]
- April 2017 – HART übermittelt der FTA einen Notfallplan, der schlussfolgert, dass die Fertigstellung der ursprünglichen Strecke mit 21 Stationen die einzige tragbare Lösung ist. Die neuen Kosten für das Projekt betragen 8,165 Mrd. US-$, wobei laut Medienberichten die Kosten unter Berücksichtigung der Finanzierungskosten über 10 Mrd. US-$ betragen könnten. Die Eröffnung des Streckenabschnittes von East Kapolei zum Aloha Stadium ist für Ende 2020 und die Fertigstellung der Gesamtstrecke für Dezember 2025 vorgesehen. Zum Stand März 2017 ist das Projekt zu 36 Prozent fertiggestellt.[129][130]
- Juli 2017 – Andrew Robbins wird zum neuen CEO and Geschäftsführer von HART mit einem Grundgehalt von 317.000 US-$ ernannt und löst damit zum Dezember 2017 den bisherigen Interims-CEO und Geschäftsführer Krishniah N. Murthy ab.[286][287]
- September 2017 – Ein neues Gesetz wird verabschiedet, um zusätzliche Einnahmen in Höhe von 2,4 Mrd. US-$ zur Finanzierung des Projektes zu erwirtschaften. Der Zuschlag zur allgemeinen Verbrauchssteuer wird um drei Jahre bis 2030 eingeführt, was ca. 1 Mrd. US-$ erwirtschaftet, und zusätzlich wird eine Erhöhung der Hotelsteuer um einen Prozentpunkt für 13 Jahre, was 1,3 Mrd. US-$ erwirtschaften soll, beschlossen.[124][99] HART übermittelt der FTA einen neuen Notfallplan mit erwarteten Gesamtkosten von 9,02 Mrd. US-$, wobei die Ersparnisse durch reduzierte Finanzierungskosten durch die neuen Steuern ermöglicht werden.[131]
- Januar 2020 – Der Geschäftsführer und CEO der Behörde für Schnellverkehr Andrew Robbins teilt mit, dass er erste Abschnitt zwischen Kapolei und Aloha Stadium im Dezember 2020 fertiggestellt und der Fahrgastbetrieb drei Monate früher am 20. Oktober 2020 begonnen werden kann. Er ist zuversichtlich, dass das Datum eingehalten werden kann.[288]
- Mai 2020 – Die Fertigstellung des ersten Abschnittes, zwischen East Kapolei und Aloha Stadium, der ursprünglich für Oktober angesetzt war, verzögert sich laut dem Geschäftsführer der Behörde für Schnellverkehr der Stadt Honolulu Andrew Robbins um acht Wochen und laut der Stadt verzögert sich die Eröffnung, die bis Dezember angesetzt war, bis zum nächsten März.[289]
- Juni 2020 – Die FTA geht von einer Fertigstellung des Projektes im September 2026 aus und besteht darauf, dass die Stadt dieses Datum in ihren Notfallplan von 2019 berücksichtigt.[290]
- Juli 2020 – Die Stadt erhält Angebote von privaten Unternehmen zur Fertigstellung und dem Betrieb der Strecke in den nächsten 30 Jahren. Die Angebote werden bis zur Auftragsvergabe nicht öffentlich gemacht.[291]
- September 2020 – Einer der PPP-Bieter für den Innenstadtabschnitt von der Middle Street zum Ala Moana Center hat sich im Rahmen eines Quartalberichtes erkenntlich gezeigt. Ronald Tutor, CEO von Tutor Perini teilte mit, dass sein Unternehmen ein Teil des Joint Ventures Tutor Perini / Parsons, das ein Bieter für den finalen Abschnitt ist, darstellt. Während von HART die Kosten für diesen Abschnitt mit 1,4 Mrd. US-$ beziffert werden, teilte Tutor mit, dass das Angebot seines Unternehmens über 2 Mrd. US-$ betragen würde.[292]
- Oktober 2020 – Die Baukosten steigen auf 10 Mrd. US-$, wobei eine Finanzierungslücke von 1,2 Mrd. US-$ vorhanden ist.[293]
- November 2020 – Um Zahlungen in Höhe von 250 Mio. US-$ an Bundesgeldern vom Verfallen zu bewahren, reichte Bürgermeister Kirk Caldwell, ohne den CEO von HART Andrew Robbins zu involvieren, ein Schreiben an der FTA ein, in dem er einen Aufschub bis Ende 2021 erbittet, wobei in den Schreiben auch erwähnt wird, dass die Gesamtkosten 11,2 Mrd. US-$, davon 1 Mrd. US-$ an Finanzierungskosten, betragen werden und die Strecke bis 2033 vollständig fertiggestellt werden wird.[294]
- Dezember 2020 – HART erhielt für den Innenstadtabschnitt Angebote von zwei Teams aus dem privaten Sektor: Ein Angebot im Wert von 2,775 Mrd. US-$ von der City Center Connection Group und ein Angebot im Wert von 2,73 Mrd. US-$ von Imua Transit Honolulu, die beide das Budget von HART in Höhe von 1,4 Mrd. US-$ überschreiten.[295]
- März 2021 – Unter neuer Leitung verkündete HART das Jahr 2031 als neues Fertigstellungsdatum,[296] wobei der Fahrgastbetrieb auf dem ersten Abschnitt zwischen Kapolei und Aloha Stadium ab Ende 2022 stattfinden soll.[297]
- Dezember 2021 – Der Leiter der Behörde für Schnellverkehr der Stadt Honolulu teilt mit, dass der Betrieb auf einer Teilstrecke frühestens im nächsten Sommer beginnen könnte.[298]
- April 2022 – HART teilte mit, dass die Anpassungen an den Spurweiten und den Schweißnähten fertiggestellt wurden und die anschließenden Tests, die 90 Tage andauern, im Sommer beginnen werden.[299]
- Juni 2022 – Die Behörde für Schnellverkehr teilt mit, dass man zuversichtlich ist, dass der Fahrgastbetrieb ab Ende des Jahres aufgenommen werden kann.[300]
- August 2022 – HART beginnt mit der 90-tägigen Testphase.[301]
- September 2022 – Die Behörde für Stadtverkehr stimmte den Notfallplan zu, der eine um 2 Kilometer kürzere Trasse vorsieht.[161]
- Mai 2023 – Der Bürgermeister von Honolulu Rick Blangiardi und die Behörde für Verkehrsdienstleistungen teilen mit, dass der erste Abschnitt zwischen East Kapolei und Aloha Stadium am 30. Juni 2023 um 14 Uhr eröffnet wird, während der Flughafenabschnitt zur Station Middle Street–Kalihi Transit Center im Sommer 2025 eröffnet werden wird. Außerdem wird bekanntgegeben, dass der finale Innenstadtabschnitt zum Civic Center 2031 eröffnet werden soll.[302][303]
- Juni 2023 – Zwei Wochen vor der Eröffnung wird verkündet, dass das System den Markennamen „Skyline“ tragen wird.[304]
- 30. Juni 2023: Der erste Streckenabschnitt mit 9 Stationen wird eröffnet.
- Juni 2024: Der Testbetrieb auf dem Abschnitt vom Aloha Stadium zur Middle Street beginnt.

## Trivia
- Im amerikanischen Film Godzilla aus dem Jahr 2014, greift das MUTO-Monster einen Zug und ein Viadukt der Bahn an und zerstört sie. Zur Zeit der Dreharbeiten hatten die Bauarbeiten zur realen Bahnstrecke gerade begonnen.[305][306]